# Henri-Pierre Roché
Vous lisez un « bon article » labellisé en 2012.
Pour les articles homonymes, voir Roché.
Henri Roché dit Pierre Roché puis Henri-Pierre Roché, né le 28 mai 1879 à Paris 6e, 1 rue de Médicis, et mort le 8 avril 1959 à Sèvres, 2 rue Nungesser-et-Coli, est un écrivain français, de profession marchand d'art, critique et, à l'occasion, journaliste.
Formé au métier de peintre, Henri-Pierre Roché a été la plus grande partie de sa vie un collectionneur d'art. En tant qu'agent commercial ou conseiller de grands collectionneurs, parfois simplement par son entregent, toujours au second plan, il a joué un rôle central dans le développement de l'art moderne, aidant, matériellement ou moralement, Pablo Picasso, Marcel Duchamp, Francis Picabia, Constantin Brâncuși et Marie Laurencin, puis Man Ray et Jean Dubuffet, entre autres.
Écrivain de sa vie secret et inédit, ce n'est qu'à soixante-quatre ans qu'un deuil fait du collectionneur le romancier qu'il s'était promis d'être à vingt-cinq. Les adaptations cinématographiques par François Truffaut de ses deux romans, Jules et Jim, publié en 1953, et Deux Anglaises et le continent, publié en 1956, écrits l'un et l'autre comme des condensés autobiographiques, lui donnent une célébrité posthume.

## Biographie

### Orphelin de la «fin de siècle»

#### Jocaste (1879 - 1887)

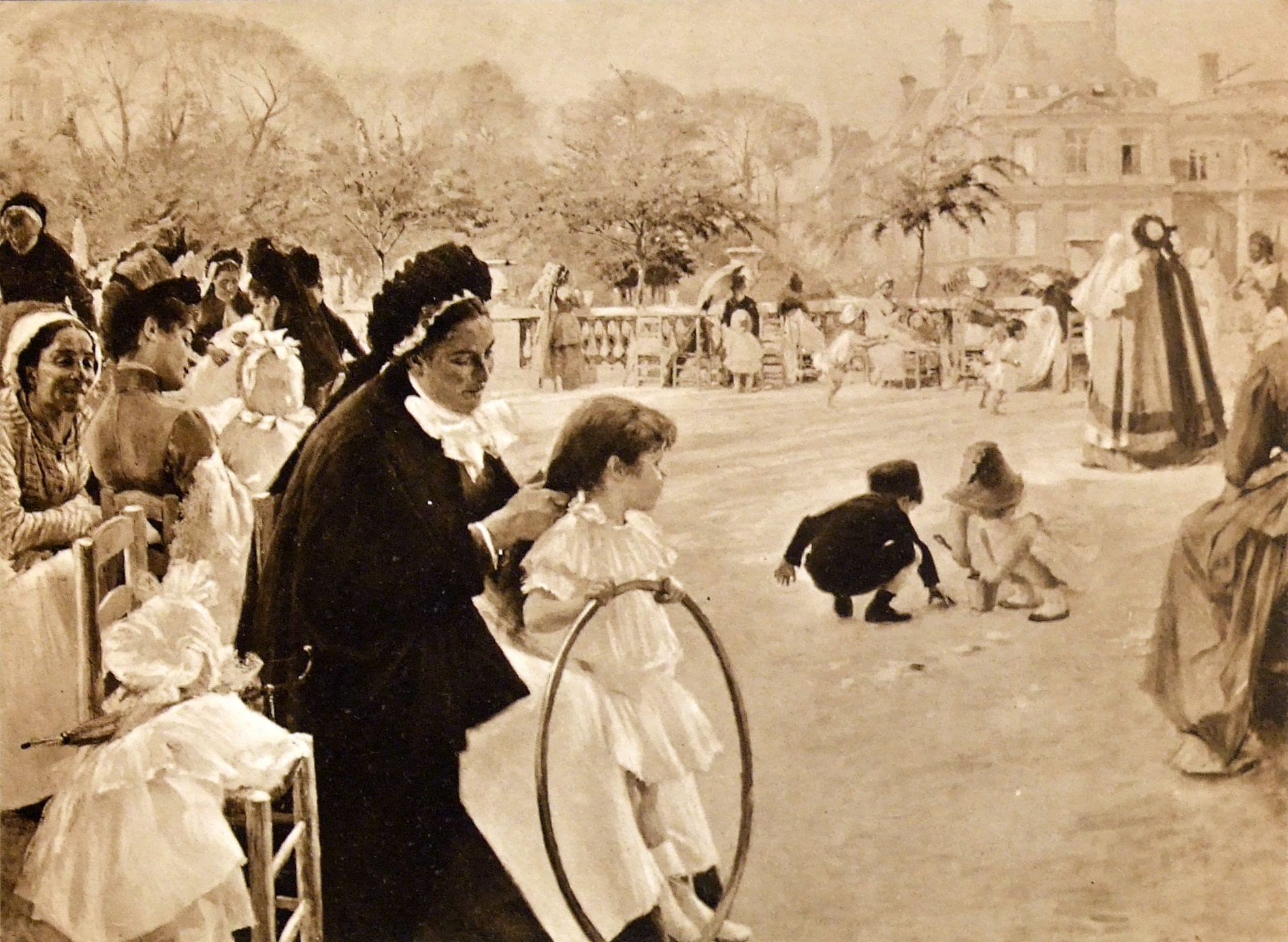
Le Jardin du Luxembourg en 1887 par Albert Edelfelt, aire de jeu du petit Pierre Roché.

Henri Roché, qui n'adoptera le pseudonyme d'Henri-Pierre qu'en 1953, avec la célébrité, naît le 28 mai 1879 dans une famille de petits rentiers parisiens. Il est le fils de Pierre Roché, pharmacien originaire de Mareuil en Saintonge, et de Clara Coquet, jeune épousée de vingt-quatre ans et pieuse fille d'un négociant et d'une libraire au patriotisme entretenu par le souvenir de la famine de 1870. Dans sa deuxième année, il perd son père, âgé de trente-cinq ans, tombé par la fenêtre au cours d'un épisode de confusion mentale consécutif à une méningite.
Sa mère demeurera strictement fidèle à feu son mari et ne nommera plus son fils que du prénom du défunt. « Pierre à pierre », elle l'élève comme son « monument » chez les grands-parents maternels, 70 boulevard Saint-Michel, dans une discipline exigeante, un amour fusionnel, voire manipulateur, et la crainte des maux de tête fréquents de son fils. Elle assure elle-même à domicile l'enseignement de son fils qui n'est scolarisé qu'à l'âge de huit ans dans une école privée tenue par des pères dépendants de l'archevêque.
La critique, qui deviendra subversion chez Pierre Roché adulte, d'une « Fin de siècle » hypocrite, n'est pas absente de l'esprit de cette mère élevée dans les lettres et ancienne étudiante en Sorbonne qui fait délibérément le choix du conformisme en lui enseignant : « Il y a deux sortes d’hommes : les dupeurs et les dupés. Pour avoir l’esprit pur, il vaut mieux être dupé. Cela te fera gagner tellement de temps ».

#### Voyagesversusécole (1888 - 1897)

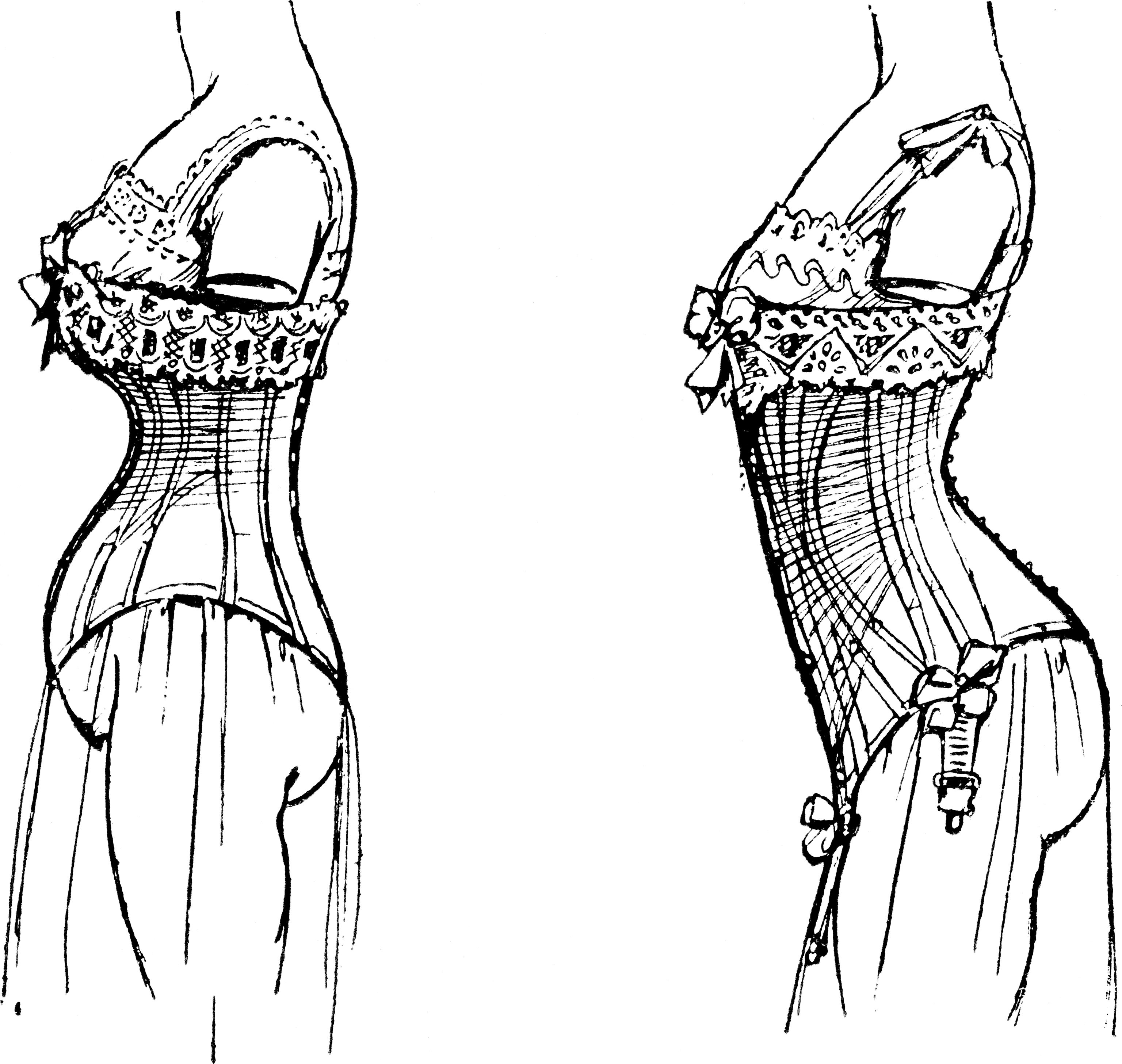
Ptôse et hyperlordose causées par le corset décrites par Georges Hébert.
La génération de Roché a vécu la révolution intime de la libération du corps. Lui-même, hébertiste à cause de son expérience scolaire, a milité pour celle-là par l'éducation sportive.

De ses écoles, Pierre Roché gardera le souvenir des heures d'ennui passées contrit derrière son pupitre. Il en décrira l'atmosphère d'homosexualité refoulée et la tartufferie dans une nouvelle, Le Pasteur. Il lui en restera le souci constant d'une éducation nouvelle qui veille à l'épanouissement de l'enfant, en particulier par le sport. C'est une préoccupation sociale qu'il partagera avec son camarade de lycée Henri Wallon, futur théoricien de la genèse du psychisme infantile. Les deux hommes resteront en relation au moins jusque dans les années trente, ne serait-ce que parce que Wallon deviendra le thérapeute de Denise, seconde épouse de Roché.
Voulant faire de son fils un diplomate et lui faire pratiquer les langues, sa mère l'emmène à Heidelberg durant l'été 1894, surmontant ainsi son sentiment revanchard et la réprobation de ses voisins. En juillet et août 1898, elle conduit une véritable expédition d'exploration des Pays-Bas et d'une trentaine de villes d'Allemagne au cours de laquelle elle commence un journal et où « Pierre » se découvre, à travers Rubens, une passion pour la peinture.
L'année suivante, l'adolescent perd son grand-père maternel, seule figure paternelle, quoique peu marquante, de son enfance. À dix-sept ans, il emménage avec mère et grand-mère au troisième étage du 99, boulevard Arago, près de la place Denfert-Rochereau. Il achève son baccalauréat à Louis-le-Grand avec un an d'avance et s'inscrit à la faculté de droit tout en suivant les cours de Sciences Po, où il succède à Marcel Proust dans la classe d'Albert Sorel.

### Éducation sentimentale dans un siècle nouveau

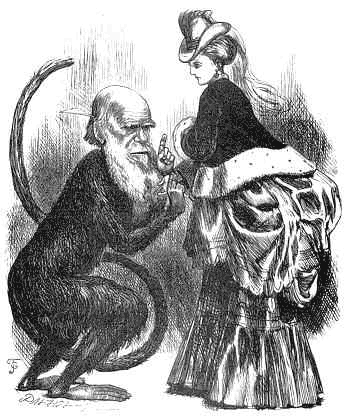
« Darwin, dis ce que tu veux de l'homme, mais fiche la paix au sentiment personnel ! ».En définissant la reproduction comme une stratégie d'adaptation naturelle, l'évolutionnisme a exonéré l'acte sexuel de la loi divine « Croissez et multipliez ! » et sapé les interdits religieux imposés aux relations entre hommes et femmes, laissant la génération d'une Margaret Hart seule face à la violence de désirs réprouvés par la morale.

#### Une Anglaise (étés 1898, 1899, 1900)
À l'été 1898, alors même que la rivalité de la IIIe République avec l'Empire britannique culmine dans la crise de Fachoda, Pierre Roché entreprend avec sa mère un premier voyage de découverte de la civilisation anglaise dans une ferme des Midlands, à Woodford, puis, l'été suivant, un second à Conway, au Pays de Galles, où il est invité par la mère de Margaret Hart.
Margaret est la sœur aînée, de deux ans, d'une étudiante en sculpture du même âge que Pierre, Elizabeth Violet, hébergée depuis mai au domicile parisien par Madame Roché, anglophone que le veuvage oblige à donner des cours de français. Orpheline d'un pasteur de Kingsnorth dans le Kent, Margaret est une étudiante en biologie tourmentée par les contradictions entre ses convictions puritaines et darwiniennes. Autant Pierre Roché évalue dans un premier temps Violet « pas assez belle », autant il est attiré par une Margaret plus rousse encore que Klara.
À l'été 1900, il retrouve ses deux anglaises à Hergiswil-am-See au sud de Lucerne. L'échec, face à l'opposition successive des deux veuves, Emma et Clara, du projet de « mariage international » trois ans plus tard est décrit dans le roman autobiographique Les deux anglaises et le continent.

#### Le continent de la luxure (1898-1901)

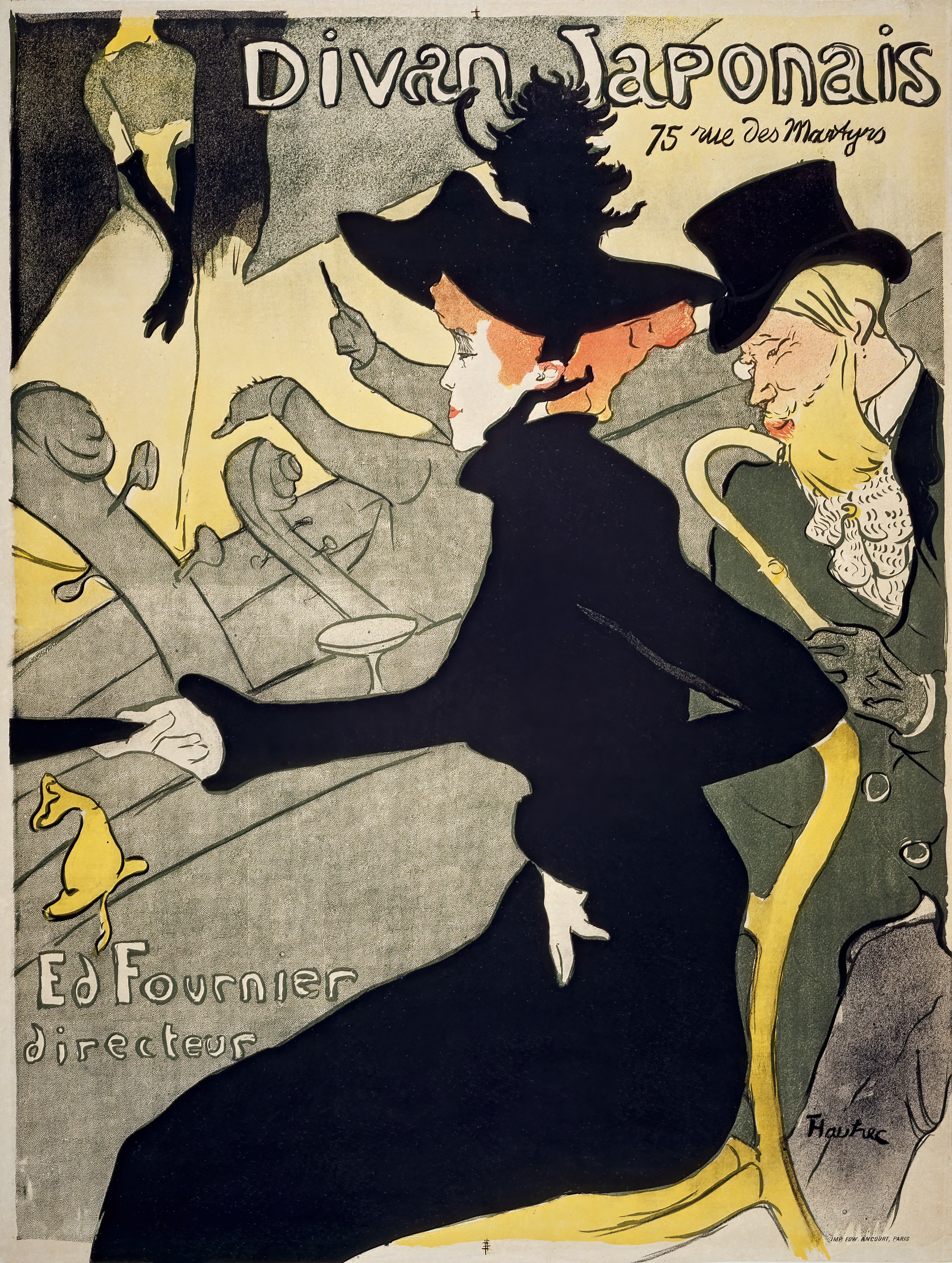
Le Divan japonais, affiche de Henri de Toulouse-Lautrec (1893)Roché a ses premiers émois avec les bonnes de la maison et les prostituées et grisettes d'un Montmartre consacré au divertissement, tel le striptease.

Parallèlement à ce projet de famille bourgeoise qui se joue durant les vacances, Pierre Roché mène durant ses études dans un Paris frivole, entre 1898 et 1900, une double vie au cours de laquelle il enterre sa vie de garçon avec une rouerie systématique en abusant d'annonces matrimoniales. C'est alors qu'il inaugure le procédé double de l'échange des partenaires (de ses trois maîtresses successives, deux passeront plus ou moins conventionnellement d'un camarade à l'autre) et du compte rendu épistolaire (amants et amantes, parfois à leur insu, font l'objet d'analyses écrites échangées), manipulation sentimentale qui restera une constante de sa vie.
Il semble que ce soit là sa façon de se distancier tel un voyeur, par le ravalement de l'objet d'amour à un objet d'échange d'une part, à un objet d'étude d'autre part, de la duperie de la passion en même temps qu'une tentative de ressusciter sinon de réenchanter par l'écriture des fantasmes que leurs réalisations ont galvaudés. L'expérience est assez déstabilisante pour qu'en mars sa mère l'envoie quelques semaines en cure hydrothérapeutique à l'institut Sonnenberg de Carspach en Alsace, alors dans l'Empire.
Libéré le 22 septembre 1901 après onze mois de service militaire au Royal Mayenne, il renonce à ses études et, sans diplôme, s'en va découvrir Londres avec ses deux « sœurs » anglaises. Logé à Hampstead, il finit par se déclarer fin janvier 1902 par courrier mais est éconduit provisoirement par une Margaret partagée entre le romantisme et le libertinage avoué de son prétendant qui ne la fascine pas moins.

### Les choix fondateurs de la fin de l'adolescence: socialisme et polygamie
« Vous n’avez ni un nom, ni une fortune, ni une santé à toute épreuve. Vous êtes un idéaliste, un curieux. Renoncez aux concours. Voyagez, écrivez, traduisez. Apprenez à vivre partout. »

— Albert Sorel en substance à son élève de Sciences Po H.-P. Roché.

#### Toynbee, printemps 1902
Après deux brefs retours houleux auprès de sa mère, fin février et début mai, Pierre Roché part vivre, à partir du 14 mai 1902, dans une cité ouvrière de l'East End, au centre social de Toynbee Hall. Il s'y rachète une conduite en donnant des cours et en participant avec les étudiants oxfordiens aux patrouilles de nuit organisées par la paroisse pour venir au secours des sans-abri et des foyers en détresse. Il assiste aux réunions de la Société Fabienne et d'une ligue militant pour la légitimation des enfants nés hors mariage. C'est un moment d'étude des anthropologues socialistes Edward Carpenter, Charles Letourneau (un des théoriciens de l'hérédo-dégénérescence), Charles Fourier, August Bebel, René Chaughi et Charles Albert (théoricien de l'amour libre) qui appellent tous d'une manière ou d'une autre à une société égalitaire qui ne soit plus fondée sur l'aliénation de la femme par le mariage.
À la pression sociale qui le pousse vers Margaret et à laquelle sa nature résiste par son désir d'union libre,, il oppose une utopie zolienne d'une amélioration de la société par un eugénisme et une pédagogie nouvelle qui se préciseront avec les années. Sa relation avec Margaret ne trouvant pas d'issue décidée, un arbitrage donné par un banquier ami de la famille Hart et ourdi par les deux mères prononce une séparation d'une année tout en laissant possible un mariage à terme.

#### Éros et Dionysos (été 1902)

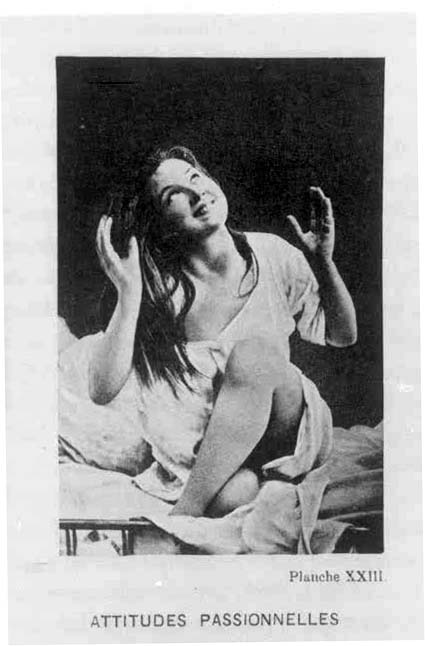
Hystérie présentée par Charcot.L'exploration de l'inconscient par l'hypnose puis la psychanalyse a aussi conduit la génération de Roché à une révolution sexuelle.

Il rejoint le continent le 8 juillet 1902. Débute alors pour le jeune homme à peine majeur un travail de double deuil. En rédigeant un Journal de la séparation, par convention tenu parallèlement par la jeune femme pendant une année, il enterre son amour dès le 1er août. En lisant Nietzsche, il renonce à l'ordre moral, prétexte des inhibitions de sa prétendante à l'origine de leur mésentente. Cette lecture fondatrice le conforte dans son aspiration à une vie dionysiaque conduite non dans la crainte du bien et du mal mais en confiance dans l'expression libre de choix inconscients, d'un moi héroïque.
Pour prendre du recul par rapport à sa passion amoureuse, il commence à rassembler avec l'aide de ses deux anglaises, qui s'installeront en Ontario quelques années plus tard, leurs correspondances et journaux intimes respectifs. Il a déjà en tête de faire un roman de leur histoire triangulaire, projet d'écriture qui ne sera conduit que cinquante et un ans plus tard et aboutira à Les deux anglaises et le continent.
Pour l'heure, au terme de cette analyse psychologique intérieure, à l'été 1902, il choisit la « polygamie expérimentale ». Il s'agit de conduire une analyse psychologique in vivo de l'effet de scénarios érotiques sur le désir et les sentiments masculins et féminins. Ainsi, sous le masque du donjuanisme et le prétexte de l'utilité sociale de son documentaire, il renonce en fait à se marier jamais à toute autre femme que celle que sa mère lui a interdite. Pour servir de « laboratoire » aux candidates sélectionnées par petites annonces, il loue début octobre avec un camarade écrivain, Joseph Jouanin alias Jo Samarin, une garçonnière au septième étage du 45 rue d'Alésia, à neuf cents mètres du domicile maternel. Consignés rigoureusement pendant une année, les comptes rendus composeront une « métaphysique sexuelle » intitulée Moments.

#### Thanatos (automne 1902)
La mort dans ses bras le 24 octobre à la suite d'une fièvre typhoïde de ce meilleur ami et compagnon de quatre années de débordements licencieux l'appelle à une sorte de devoir de jouissance et d'écriture du survivant et rend son choix irrévocable en dépit du revirement de Margaret,. Dès novembre, il rencontre, toujours par petite annonce, sa future femme, Maria Pauline Bonnard, dite Germaine, de deux ans son aînée.
Fidèle à la seule « Klara » qu'il appelle à l'égal de son père, il vivra sa double vie aux côtés de sa mère, jusqu'à la mort de celle-ci, en « Arago », c'est-à-dire dans leur grand appartement du boulevard Arago. D'un côté, il gérera bourgeoisement le patrimoine immobilier, en particulier la location d'un immeuble rue Pierre-Fontaine, près de Pigalle, servant de maison close. De l'autre, il écrira en secret le journal nihiliste de ses conquêtes féminines multipliées à l'occasion de voyages, en Italie, en Suisse, en Belgique.
Parmi ces conquêtes, à partir du printemps 1904, Violet, devenue sculpteur. Violet dessinera des costumes pour les Ballets russes de Serge de Diaghilev, Roché écrivant pour ce dernier des livrets.

#### Aspirant Stendhal (année 1903)
Dès janvier 1903, il épouse ce qu'il conçoit être une carrière d'écrivain stendalhien, peintre de l'énamoration, en continuant seul la rédaction de Moments et en reprenant sous la forme de Carnets son Journal commencé à l'âge de sept ans et brûlé à douze ans. Restés inédits pour la plus grande part, ils se termineront en 1959. Ils sont l'œuvre d'une vie vécue pour cette œuvre, moins journal intime qu'anatomie de la relation aux femmes : « toute ma vie, je vais essayer de consigner la passion amoureuse ». C'est une partie de ce journal qui a inspiré L'Homme qui aimait les femmes,.
Voyageant en Bavière d'avril à juin 1903, il entre dans les cercles des Cosmiques et des Onze Bourreaux et joue à la roulette russe avec les membres du groupe de Schwabing. De Munich, Peter Altenberg l'emmène à Vienne vivre la nuit des cafés littéraires. Là, durant les mois de juillet et d'août il reçoit du maître une véritable formation à l'écriture impressionniste. À partir d'une série d'esquisses saisissant un moment de vie, les descriptions sont condensées par ellipses progressives jusqu'à la substance. En septembre, il participe en Transylvanie, à Vayda Hunyad, à un camp international de peintres où il rencontre Irène Lagut, qui se fait passer pour une adolescente de quinze ans, vacances qui finissent en bacchanales.

### La Belle Époque: collectionneur dilettante de tableaux et de femmes
« He was a born liaison officer, who knew everybody and wanted everybody to know everybody else. »

— Leo Stein, qu'écoutait Pierre Roché des nuits durant tout en lui enseignant l'art comme « a gamble ».

#### Dandy observateur de la bohème parisienne (à partir de 1904)

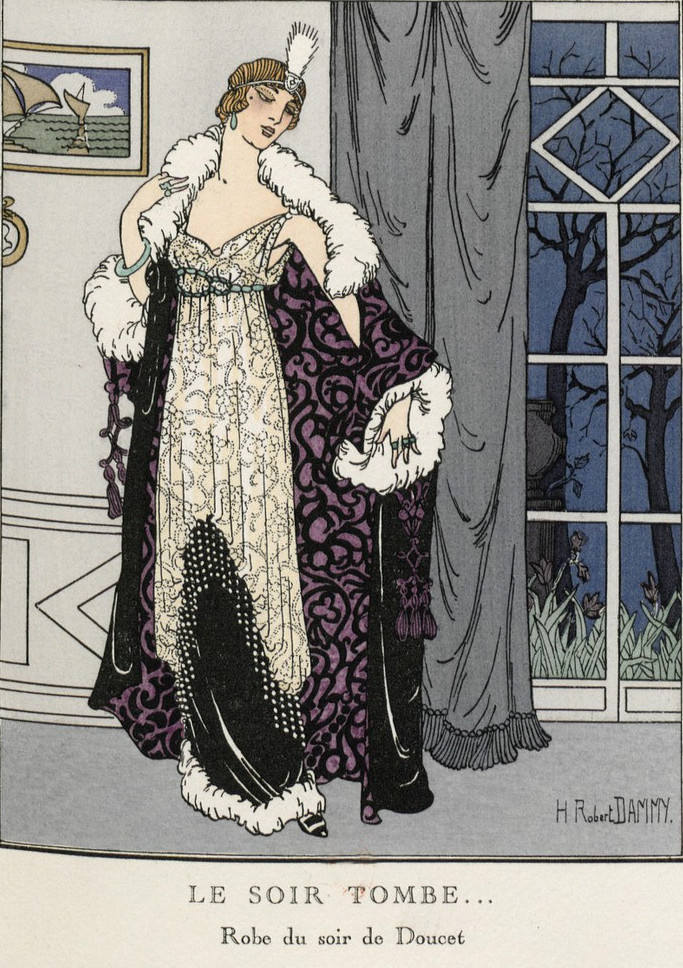
La mode du couturier Jacques DoucetRoché, conseiller de Doucet collectionneur, évolue avant guerre entre un Paris interlope et un Paris chic qui revendique la libération du corps féminin.

Inscrit à l'Académie Julian dès 1897 parallèlement à ses études universitaires, Pierre Roché n'y persévère pas plus, moins convaincu de son talent ou de son ardeur que de ceux de génies tel Picasso qu'il va visiter dans son nouvel atelier du Bateau-Lavoir à l'automne 1904. Il choisit, en cela un des premiers avec Berthe Weill, de s'intéresser à l'« art féminin ». Dans La Revue libre, il rend compte du Salon de novembre 1904 : « ... ne regarder que des œuvres de femmes, et seulement celles que je devinerais telles, avec certitude, sans voir la signature ni m'aider du catalogue. » Se faisant passer pour un critique d'art, il encourage les femmes artistes à développer leur travail et réunit une collection qui comptera plus de trois cents œuvres de femmes.
Dans le Montmartre du Bateau-Lavoir et le Montparnasse de la Ruche, il se fait la cheville la plus assidue des cercles d'écrivains tels Guillaume Apollinaire, Paul Fort, Mécislas Golberg, Max Jacob, André Salmon, Pierre Mac Orlan, Blaise Cendrars, Albert Dreyfus, auprès desquels les revues L'Ermitage et Vers et prose, qui ont accepté ses premières publications l'ont introduit. Il élargit ses amitiés aux cercles de musiciens comme René Chalupt, Fred Barlow, Albert Roussel, Georges Auric, Erik Satie, et prospecte les peintres, le Douanier Rousseau, Constantin Brâncuși, Manuel Ortiz de Zárate, Moïse Kisling, Per Krohg, Edvard Diricks, Chaïm Soutine, Diego Rivera, Georges Braque… Il retrouve régulièrement ce dernier avec André Derain et Alfred Frueh sur le ring du gymnase de Louis Doerr, la boxe étant pour lui plus qu'un art, une philosophie de la vie.
À l'automne 1905, il initie Gertrude et son frère Leo Stein à l'art moderne et leur fait acquérir des tableaux de Picasso permettant à celui-ci de sortir d'une estime impécuniaire. Lui-même achète selon ses moyens, des œuvres non encore cotées tels des dessins de Picasso non signés.

#### Écrivain collectionneur d'expériences (à partir de 1905)
Roché réussit à faire publier sept nouvelles, entre 1903 et 1907. Il commence en 1905 la rédaction de Don Juan et…. Ces nouvelles oniriques composent une suite, sur le mode du Roman de la Rose, de vingt-huit tableaux autobiographiques organisés autour de la dualité madone-sorcière. L'auteur y associe le personnage d'un Don Juan pathologique, auquel il s'identifie, moins séducteur qu'esclave de la luxure, à une héroïne par laquelle il personnifie une de ses conquêtes, Don Juan et Messaline, Don Juan et la Petite Sirène, Don Juan et la passante, Don Juan et Ophélie (qui figure Marie Laurencin), etc.

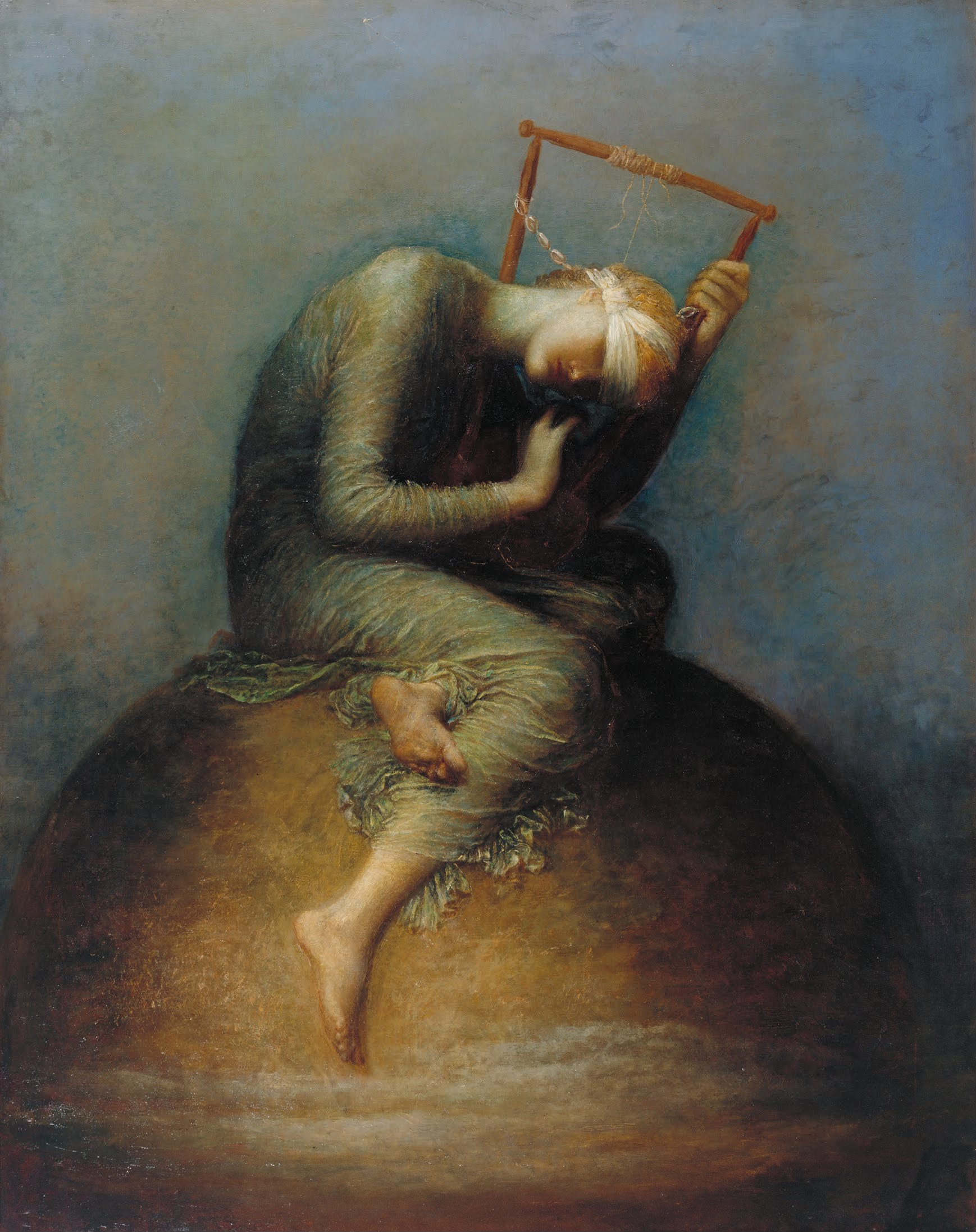
Dans son journal, Pierre Roché compare Margaret Hart à lEspoir de Watts, autant dire un aveuglement pour une cause perdue.

En mai 1906, alors que Margaret Hart de passage à Paris est venue tenter, vainement, de renouer, il devient en effet après quarante jours de cour l'amant-Pygmalion de la toute jeune Marie Laurencin dont il est également le premier collectionneur-Mécène,. Après qu'elle fut devenue en juillet de l'année suivante la maîtresse de Guillaume Apollinaire, il la présente à Wilhelm Uhde, qui lui organise en 1911 une exposition et la fait connaître en Allemagne, à Jos Hessel qui séjournait à Paris, à des collectionneurs ou marchands comme Paul Cassirer et, en 1913, à Paul Rosenberg pour Paris concomitamment à Alfred Flechtheim pour Berlin. Le contrat négocié avec ce dernier fera la fortune de la jeune femme. Comme il fera pour Hélène Perdriat durant la guerre et Irène Lagut en juin 1923, il s'attache avec le collectionneur et mécène Jacques Doucet à la promotion de l'œuvre de celle dont il a exploré l'univers érotique et fantasmatique. En 1917, il vendra au millionnaire new-yorkais John Quinn le Zèbre pour une fortune, cinq mille francs, et en 1920, il vendra six autres de ses œuvres.
C'est par Roché que Laurencin fait la connaissance, cette même année 1911, de la sœur de Paul Poiret, Nicole Groult, qui deviendra son amante. Il lui présente également deux de ses intimes, Hanns Heinz Ewers en 1911, dont elle fait le portrait, et Thankmar von Münchhausen, à l'été 1912. Les deux deviendront ses amants. C'est à un autre ami de Roché, le baron Otto von Wätjen, cousin de Thankmar, que finalement elle se mariera, après des retrouvailles sans lendemain, en 1913, mariage dont il fut témoin et qui ne sera pas heureux,.
Les autres figures qui viendront compléter ce Don Juan et…, Pierre Roché ne les découvrira pas seul.

#### Jules et Jim: théorie et pratique de la psychologie moderne (1906-1907)

Beata Beatrix de Rossetti (1870).Roché a retrouvé chez Nina Lamb, surnommée Ofé, cette bouche « apollonienne Rosetti » par laquelle il apprendra le « sommeil d'amour », un bonheur au-delà de la peur de la jouissance et de la seule affirmation machiste qui restera l'habitus d'un Picasso par exemple. Cette extase dépassant la petite mort deviendra sous le nom de « love shleep » une mention récurrente de son Journal.

Au bal des Quat'z'Arts de cette année 1906, en mai, il obtient une invitation pour Oscar Schmitz par lequel, probablement, il fait la connaissance, en novembre, de Franz Hessel, qu'il introduit dans le cercle des mardis de La Closerie des Lilas animé par Paul Fort, André Salmon et Jean Moréas,. L'écrivain allemand lui fera connaître, onze ans après sa première publication, L'Interprétation des rêves, alors non traduite. Pierre Roché sera ainsi en 1910 avec Ange Louis Hesnard un des premiers lecteurs français de Freud, après Henri Bergson. Il est obsédé par un rêve daté de ses seize ans où sa mère le viole par l'urètre et lui perce douloureusement sa virilité. Il le décrira dans une lettre adressée le 18 avril 1927 à Sigmund Freud. Auparavant, à l'hiver 1907, la lecture de Sexe et caractère d'Otto Weininger,, paru en 1903, lui permet de rationaliser son rapport aux femmes comme objet de leur manque jamais identique de l'une à l'autre et aux hommes comme sujets s'identifiant entre eux par affinités électives dans un dépassement de la sexualité. L'auteur y définit l'infidélité non pas comme une faute morale mais comme une conséquence naturelle des accords et désaccords des caractères des conjoints.
Pierre Roché trouve en Franz Hessel, qui comme lui a échoué dans ses études mais dispose d'une fortune bien plus grande, un nouveau Jo Samarin. Franz Hessel a suivi à Munich trois années universitaires de philologie puis trois années de « nuit de Walpurgis à Schwabing », titre d'un de ses poèmes. Au printemps 1907, il y organise pour son complice un séjour, à la découverte des femmes dont il a été amoureux sans retour, Fanny zu Reventlow, Margaretha Moll et Luise Bücking,, tandis qu'il devient lui-même, resté à Paris, l'amant de Marie Laurencin. Hébergés pour les fêtes de fin d'année par la mère de Franz, Kurfürstendamm à Berlin, les deux amis, dans une double quête du plaisir et de la connaissance du plaisir, jouent à s'échanger femmes et impressions sur elles, chacun aimant différemment une part différente de la même.
Durant les mois d'octobre et novembre précédents, Pierre Roché a connu avec un modèle de dix-huit ans, la première femme du portraitiste Henry Lamb, Nina Forrest, un moment de plénitude, pour une fois exclusive, à partir duquel son rapport aux femmes ne sera plus le même. Anglaise abandonnée à Paris par son mari après avoir fugué deux ans plus tôt pour l'épouser, « le chieng », ainsi surnommée à cause d'un accent, était une vedette des nuits parnassiennes. Elle est recueillie par Pierre Roché qui lui paie son logement dans une pension sise entre l'Académie Calarossi et l'Académie de la Grande Chaumière, au 12 de la rue du même nom. Ce sera cette figure qui clôturera le tableau de chasse qu'est le roman Don Juan et… où s'exprime toute l'angoisse d'être objet de désir désirant. Il conçoit de cette expérience où se mêlaient érotisme intense et analyses psychologiques, une sexualité nouvelle qui oppose à un traditionnel et moralisateur post coitum animal triste mortifère ce qu'il nomme le « sommeil d'amour », titre d'un de ses poèmes. Désormais, il désignera, dans son Journal, son pénis comme une personne, qu'il nomme « petit homme »,, le détachant ainsi de sa volonté propre comme s'il appartenait autant au désir de la femme. Devenu âgé, durant l'Occupation, Pierre Roché évoquera Nina Lamb dans un scénario de cinéma comme l'image de La Femme unique.

#### Jewel et Gem, suite: en quête de «la» femme (1908-1913)
À partir de ce moment, en 1908, la vie des deux inséparables Franz Hessel et Pierre Roché, qui sont par ailleurs l'un et l'autre d'une affabilité extrême dans leurs relations avec autrui, devient un tourbillon de voyages, de nuits au bordel, de conquêtes féminines échangées, que le suicide de l'une d'elles, après que son mari eut découvert son inconduite, n'arrête pas. Pierre Roché aura une unique expérience de l'éther mais, contrairement à la mode de l'époque, ne prise pas les Paradis artificiels.
En 1909, le couple d'écrivains voyage pendant plusieurs mois à travers l'Italie en compagnie de Michel Chemkoff. En 1911, ils réitèrent leur expédition à la découverte de l'Antiquité, cette fois-ci en Sicile et en Grèce où ils retrouvent, à Olympie, l'étudiant en archéologie Herbert Koch que Franz avait connu dans le cercle de la comtesse de Reventlow à Schwabing. Ils partent à Chalcis retrouver le marbre dont le futur professeur leur a expliqué sur une photographie le sourire archaïque. À l'automne suivant, en 1912, au café du Dôme, Franz Hessel présente « hors jeu » sa future femme qui sera aussi, pour Pierre Roché, l'obsession de sa vie, Helen Grund. Elle a le sourire archaïque.
Toujours entretenu, à l'âge de trente-trois ans, par les rentes familiales, il fait la bombe, au sein de la bande à Picasso, Max Jacob, André Salmon, André Derain, Marie Laurencin, Guillaume Apollinaire… et Marie Vassilieff nouvellement installée à Paris. Toutes aussi erratiques que paraissent les « expériences » qu'il conduit dans le champ féminin, sa vie sentimentale reste structurée entre sa maîtresse, Luise Bücking (cf. supra), et Germaine, sa future femme. Avec la première, installée depuis janvier 1908 à Paris, 12 rue de la Grande-Chaumière, à deux pas de La Rotonde, il voyage en touriste régulièrement et ne rompra qu'en 1920. À la seconde ainsi qu'à la mère de celle-ci, il fournira à partir de 1915 le logement, 15 rue Froidevaux, de l'autre côté de la place Denfert-Rochereau, et l'entretiendra désormais entièrement.

### La Grande Guerre: débridement moral et révolution artistique

#### L'arrière, 1914-1916
Pierre Roché découvre en 1914 un autre peintre féminin, Hélène Perdriat, veuve consolable, qui prend dans sa vie la place de Marie Laurencin. Il la présente au couturier Jacques Doucet qui achète quatorze de ses gravures. Il lui obtient la commande d'une frise érotique destinée à orner un salon du couturier Paul Poiret. Il lui organise deux expositions à la Modern Gallery de Marius de Zayas à New York, en 1916 et 1918 et convainc la collectionneuse et mécène Katherine Dreier d'acheter deux de ses tableaux tandis que lui-même en accumule quarante-trois, tous datés de 1915 ou 1916.
Quelques jours après la déclaration de guerre, Pierre Roché, dont la vie amoureuse « systématique » dépasse de très loin la fréquentation des seules artistes féminines et a suscité beaucoup d'ennemis, est dénoncé anonymement pour son cosmopolitisme et interné deux semaines durant, sans qu'aucune charge ne soit retenue. Il en sortira un récit surréaliste publié dans Le Temps.
Il fait également, en 1914, la connaissance du peintre mexicain Angel Zarraga, le fait entrer dans son écurie, achetant toutes ses toiles, quitte à sacrifier d'autres acquisitions. Il écrit des livrets pour Georges Auric et Paul Martineau, ce qui l'amène à sympathiser avec le volubile Jean Cocteau comme l'ombre taiseuse rencontre la lumière. C'est à partir de ces coups d'essai que s'élaborera Parade.
Mobilisé le 16 avril 1915 malgré une blessure d'adolescence au genou le rendant inapte au front, il trouve, par relation, à être employé à Paris comme secrétaire d'état-major. À l'arrière, il continue la même vie de bohème auprès des artistes, poussant durant l'automne 1915, avec la complicité du peintre Jeanne Vaillant, jusqu'à la débauche. Ses traductions et relations avec les correspondants de la presse étrangère en font un membre de l’Anglo-American Press Association.

#### New York dada, 1916-1918

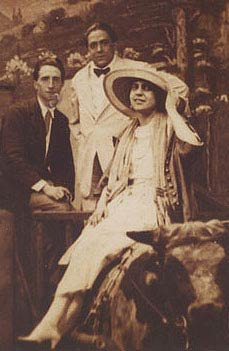
Amis, Duchamp et Picabia, et maîtresse, Wood, montrant ses chevilles, à Coney Island
le 21 juin 1917.

Fin octobre 1916, Pierre Roché est missionné à Washington et à New York pour le compte de l’American Industrial Commission qu'il a guidée dans sa tournée d'inspection en France, et par le Haut-commissariat de la République française aux États-Unis, chargé de faciliter l'entrée en guerre des États-Unis. Il y sera correspondant du Temps.
À New York, dès novembre, vraisemblablement par la Galerie 291, il retrouve, en marge de la mission diplomatique à laquelle il est attaché comme soldat de seconde classe, Jules Pascin et fait la connaissance d'Edgard Varèse, Gaston Gallimard, John Covert, Thea Sternheim, Man Ray, Jean Crotti, Gabriële Buffet, Francis Picabia et Marcel Duchamp dont il devient l'intime, le vouvoiement restant de rigueur, et l'agent. Cette rencontre stimulante d'un génie déjà scandaleux produira, avec un retard de quarante ans, le roman Victor, commencé le 10 février 1957, inachevé pour cause de décès.

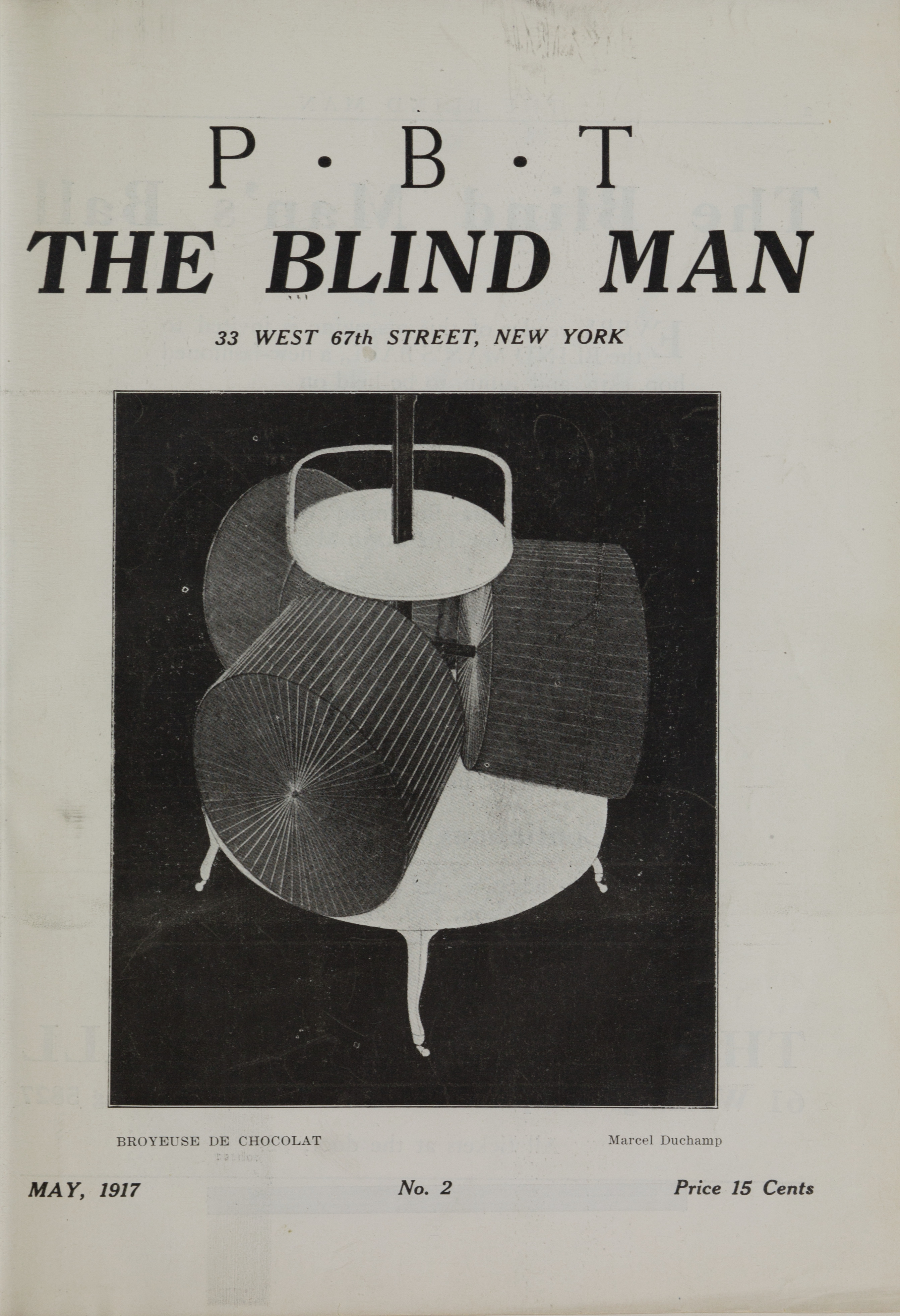
Une du dernier numéro de The Blind Man.

Les deux hommes fondent avec Béatrice Wood en avril 1917 une éphémère revue Dada, intitulée The Blind Man puis Rongwrong, où, à l'occasion de la défense de La Madone de la salle de bains refusée au salon des Independent Artists qui se tient dans le tout nouveau Grand Central Terminal, est théorisé pour la première fois l'art moderne sous la forme du ready-made. Comme Roché a choisi en janvier 1903 de vivre toute sa vie comme son œuvre d'art propre, Duchamp choisit des objets de la vie quotidienne pour affirmer sa position de créateur. Ce n'est qu'à la parution de Jules et Jim que le dandy Duchamp comprendra que son compagnon de virée était son propre ready-made. La relation gémellaire entre les deux hommes se traduit également par une aventure chaste de Pierre Roché avec une Béatrice éconduite par Marcel Duchamp.
Les membres du théâtre du Vieux-Colombier, Charles Dullin, Jacques Copeau et Louis Jouvet, font aussi partie des fréquentations de Roché. Sylvio Lazzari le charge de rédiger le livret de l'opéra qu'il a composé sur le thème de la pièce de Edouard de Keyserling Le Sautériot. La première a lieu à Chicago en janvier 1918.
La paix rend la mission militaire de Roché caduque. Il sauve de la casse l'« anti chef-d'œuvre » de Duchamp, les neuf Moules mâliques, abandonnés 67e avenue ouest, près de Central Park, chez le directeur du Salon, Walter Arensberg, et les emmène, le 2 février 1919, dans le bateau du retour, interrompant son projet de mariage avec Louise, l'épouse de ce même directeur, avec qui il n'avait pas manqué d'entretenir une liaison. Auparavant, il aura eu l'occasion, à partir du 27 novembre, de parcourir tous les États-Unis comme secrétaire du colonel Reinach en tournée.

### Les Années Folles: intermédiaire professionnel entre artistes et mécènes

#### Marchand d'art (à partir de 1919)
Au début des Années Folles, les rentes immobilières étant au plus bas et le pseudo diplomate devant se reconvertir, il trouve à être dépêché par L'Excelsior pour couvrir la conférence de paix d'où sortiront le traité de Versailles et la SDN et commence à recevoir chez lui des acheteurs de tableaux, tel André Gide. En juillet 1919, il accompagne en tant que secrétaire un homme d'affaires en déplacement à New York, ce qui est l'occasion de rompre définitivement avec Louise Arensberg, en qui il avait vu la femme de sa vie. À son retour, il envisage de se faire exportateur de Gaillac vers les États-Unis.
Finalement, il travaille pour le promoteur de l'Armory Show, l'avocat John Quinn, rencontré à Paris en 1911, qui l'avait mandaté en 1917 durant le premier séjour à New York pour constituer une collection à partir des œuvres de Brancusi, Matisse et Picasso. C'est de cet avocat et collectionneur singulier qu'il apprend le métier. Leur abondante correspondance, inédite, est une véritable histoire de l'art contemporain. À partir de 1920, il peut vivre de son métier qui est alors de régler les frais, au quotidien ou en représentation, des peintres en échange de leurs collections qu'il vend en spéculant ou parfois conserve pour lui. Il devient un intermédiaire régulier des marchands de tableaux Georges Bernheim et Paul Rosenberg,. Il organise lui-même des ventes et conseille Katherine Dreier, la convainquant de soutenir Patrick Henry Bruce.
Il reste l'ami de Marcel Duchamp, plus pour les femmes que les arts, des peintres cubistes, des anciens de la section d'or, de Juan Gris, de Pablo Picasso, pour lequel il négociera inlassablement malgré l'exclusivité de Kahnweiler, de Francis Picabia, de Constantin Brâncuși, Sonia Delaunay, Georges Braque, Serge Férat et Irène Lagut avec lesquels il passe des nuits entières au café l'Oriental près de leur atelier du boulevard Raspail, mais aussi de Marie Laurencin, le Groupe des Six, Jean Cocteau, Erik Satie. En décembre 1919, il introduit ce dernier auprès de Gertrude Stein comme pour s'excuser de ne pas avoir pu, un an plus tôt, organiser de tournée américaine pour son vieil ami. Tout ce monde se retrouve régulièrement à la Maison des Amis du Livre.

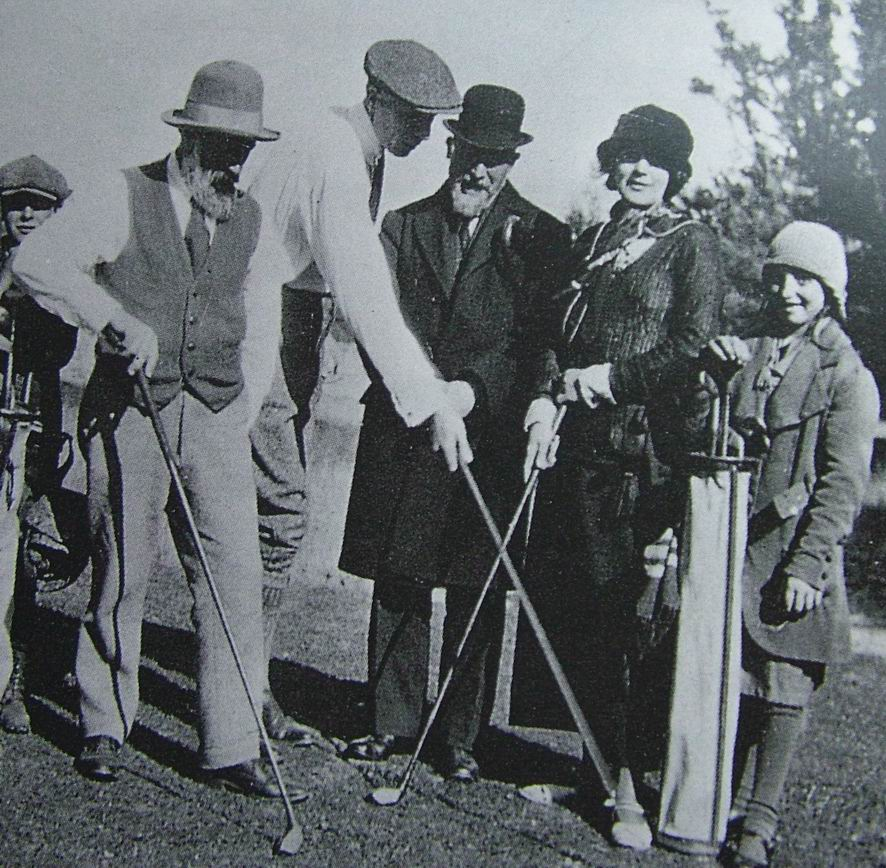
Roché, « jeune homme » sportif de quarante-quatre ans entre Brancusi et Satie accompagnés de Jeanne Foster, compagne de John Quinn, à Saint-Cloud le 5 novembre 1923.

En 1922, il prête à Man Ray, son ami de New York venu s'installer à Paris rue Campagne-Première, l'argent pour ouvrir son studio parisien. Le 8 mai, il découvre à Montparnasse Kiki, qu'il pousse à peindre en lui offrant son appartement pour une exposition et en lui achetant des œuvres,. Assumant le risque jusqu'à leurs reventes, il achète systématiquement les toiles du peintre espagnol hébergé par Picasso, Pedro Pruna (229 tableaux) ainsi que celles du transhyliste (faction du surréalisme) Jean Marembert (94 tableaux) et du peintre bulgare Georges Papazoff (122 tableaux) pour lequel il sacrifiera en 1929 un Utrillo. Il prend en charge Jules Pascin à son retour de New York en 1924.
À la mort de John Quinn le 28 juillet 1924, il s'associe à Marcel Duchamp pour racheter à moitié prix les trente Brancusi de la succession, avec l'accord de celui-ci. Le rachat des parts de Duchamp puis la revente des œuvres, dont un des Oiseaux, au cours des années suivantes lui assurera le principal de ses revenus. Il peut ainsi par exemple le 8 mars 1926 acheter six aquarelles dada de Picabia. La même année, il propose un contrat et une exposition aux États-Unis à Max Ernst qui ne se feront pas mais se traduiront par une solide amitié.
Le 7 juin 1929, il se rend avec Rose Adler chez Lucien Coutaud pour lui venir en aide. Il accompagnera durant les années suivantes cette dernière dans la promotion de l'œuvre du peintre. La même année, il découvre par l'Académie de la Grande Chaumière le peintre chinois Sanyu, dont le frère aîné et unique soutien avait été ruiné par la crise. Il lui achètera systématiquement ses œuvres, cent onze tableaux et six cents dessins, afin de le lancer. Les exigences extravagantes du peintre opiomane, son refus de percevoir une rente mensuelle de mille francs, son ingratitude alors que son divorce et le décès de son frère aîné l'ont plongé dans la détresse financière amèneront l'agent à mettre un terme à leur contrat en 1932.

#### Helen ou le démon de midi (1920-1924)
Le 11 juillet 1920, il entreprend avec Claire et Yvan Goll un voyage d'affaires de plusieurs mois en Allemagne. Il rencontrera entre autres Carl Sternheim pour traduire une de ses pièces de théâtre, l'éditeur Hermann von Wedderkop, le spartakiste Carl Einstein, l'éditeur Thankmar von Münchhausen, les peintres Rudolf Levy et Otto von Wätjen, Marie Laurencin, épouse malheureuse de ce dernier pour laquelle il réalisera peu après une vente déterminante. De passage à Weimar, il se rend au Bauhaus et rencontre Paul Klee auquel il n'aura pas les moyens d'acheter plus qu'un dessin fait à la plume.

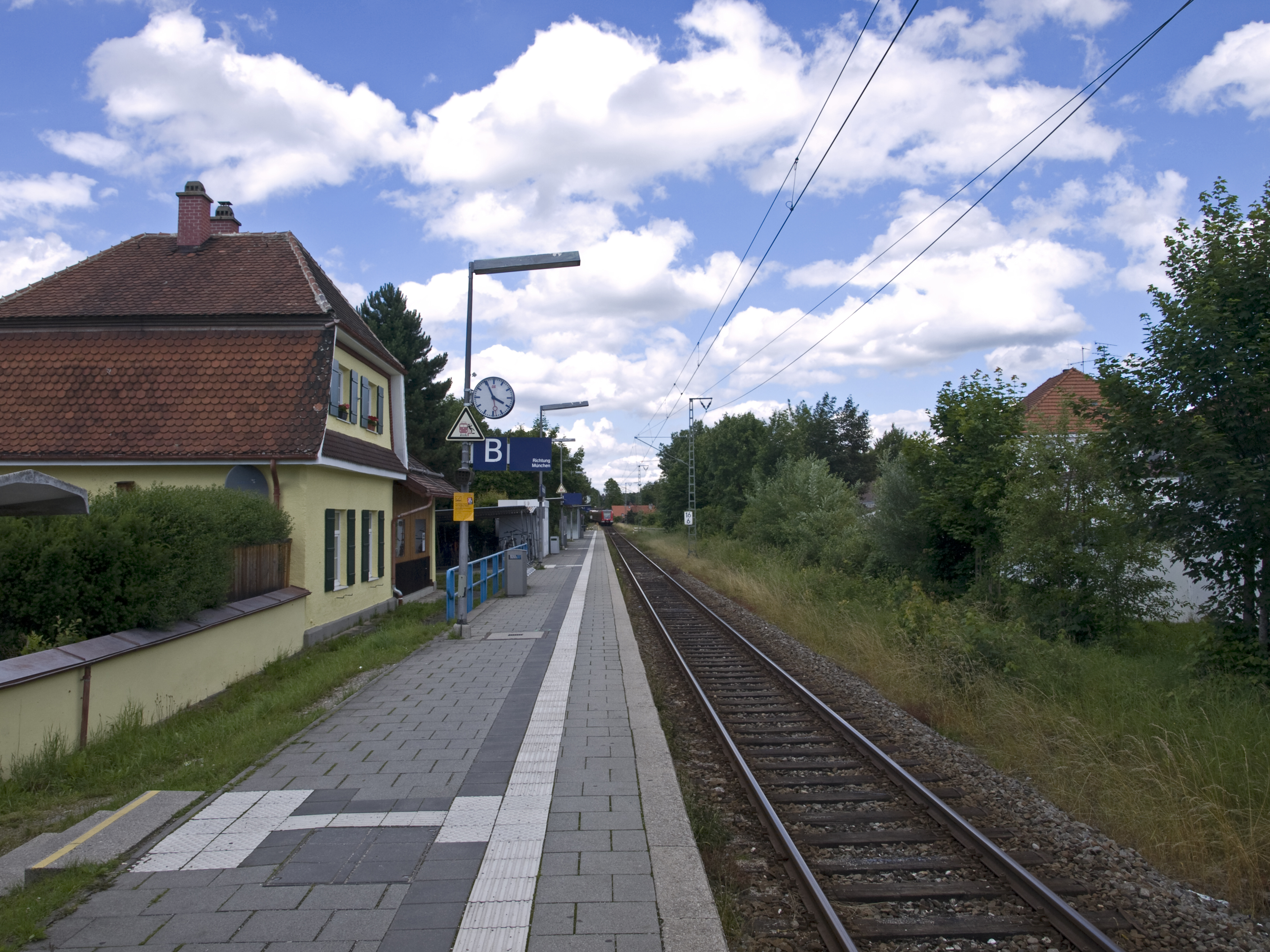
Le portillon de la petite gare de HohenSchäftlarn où Jim retrouve Kathe une fois la guerre terminée et derrière laquelle ils habitent trois mois durant auprès de Jules.

Fin août, il rejoint les Hessel et leurs deux enfants à HohenSchäftlarn près de Munich, où ceux-ci louent depuis quelques semaines une maison de vacances. La femme insatisfaite de son ami allemand, Helen, n'a retrouvé le foyer conjugal que deux mois plus tôt. Le trio scandalise le village. Pierre se voit remettre une amende pour avoir été vu nu dans le poulailler et Helen pour s'être promenée en tenue masculine. Là, il connaît avec elle une expérience amoureuse et érotique intense mêlant poésie mystique et interprétation des rêves freudienne, qui provoquera la rupture avec Luise Bücking et l'achèvement, avec l'aide de ses maîtresses et de sa mère, de Don Juan et… dont il envoie un exemplaire à Sigmund Freud. Le clinicien, aimablement, y reconnaîtra ses affinités d'analyste avec l'artiste.

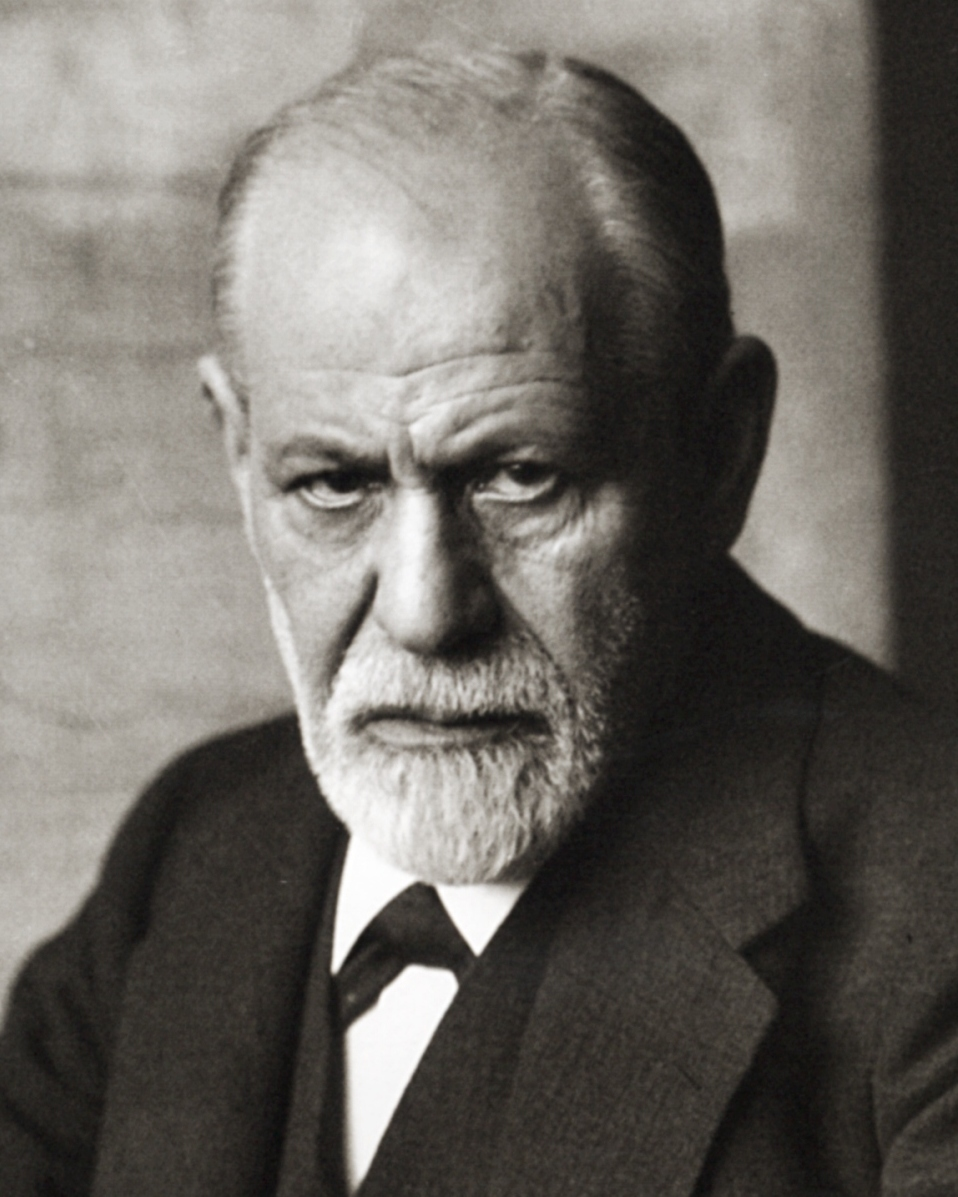
Pierre Roché, un des premiers lecteurs français en 1910 de la Traumdeutung, fréquente le milieu des patients de Freud, avec lequel il échange deux lettres au printemps 1927, et étudie ses dissidents.

Pierre Roché est rappelé à Paris, comme il le sera de nombreuses autres fois, par les affaires de John Quinn le 16 octobre 1920 avant de retourner au printemps, via Vienne et Munich, à HohenSchäftlarn. Le couple adultère finit, en avril, par entrainer le mari dans le triolisme. C'est l'occasion de répéter, cette fois-ci avec Helen, le procédé d'écriture à quatre mains du Journal de la Séparation de 1901 qui donnera la matière du futur roman Jules et Jim.
À partir de cette crise de la quarantaine qui se complique au fil des mois entre voyages et séjours à Weimar et dans le Berlin postspartakiste et décadent d'Anita Berber, séductions et tromperies, jalousies et expériences sexuelles très libres, dépressions suicidaires et avortements, il détache, du moins au cours de la réflexion intime de son journal, un peu plus de sa volonté propre son pénis, qu'il nommait depuis au moins 1908 « Petit Homme » et l'appelle désormais également « God », le reconnaissant pleinement comme l'instrument d'un désir sacré dépassant le destin individuel. Il lit régulièrement Freud en allemand.
Le 23 décembre 1922, alors qu'elle est enceinte et que le père putatif est depuis le 16 novembre retourné à Paris, Helen Grund envoie à celui-ci une lettre de rupture. Il semble que le décousu de leur projet de mariage, l'inconsistance du désir de paternité de Pierre ou au contraire la consistance de l'union libre entre celui-ci et Germaine avec qui il n'avait toujours pas rompu depuis 1915 l'aient ramenée à la réalité. Suivront de multiples retrouvailles et ruptures, Helen justifiant menaces et écarts par la nécessité de relancer le désir.

#### Impossible bigamie (1925-1928)
Malgré ces « zéros et cents » et l'échec relatif de cette intrigue qui a culminé avec le divorce d'Hélène en juillet 1921, Pierre Roché, après un voyage de réconciliation en Italie en 1923 puis un projet de retour à la nature à Heidebrink en Poméranie, vit à partir de 1925 en union libre avec Helen Hessel, chacun à son domicile, elle installée à Fontenay-aux-Roses avec ses deux fils et remariée à Franz qui lui laisse en février 1926 le champ totalement libre en retournant pour son travail à Berlin. Toutefois, elle ne le laissera pas devenir père.
Le projet de vie polygame de Pierre Roché se réalise alors pleinement entre les voyages, le foyer de sa mère, celui d'Hélène et celui de la mère de sa maîtresse, Germaine, qui, transcendant ses incartades, lui était restée fidèle depuis leur rencontre en janvier 1903 et vers qui il était toujours revenu. C'est une vie assumée par chacune des femmes, désireuses d'affirmer leur liberté et de dissocier amour et position sociale. Elle se révèle en fait pleine de troubles mêlant soucis financiers que Pierre doit régler pour les trois foyers et jalousies, celui-ci ne révélant à chacune qu'une part acceptable du chaos de sa vie qu'il passe à les tromper toutes les deux.
La découverte en juillet 1927 de son journal par Germaine ayant fait prendre conscience à celle-ci de la profondeur de la duplicité de l'homme de sa vie ou celle de son propre aveuglement, elle exige le mariage qui se fait en secret le 22 décembre 1927. Pierre Roché croit craindre, en ne cédant pas, de tuer Germaine, neurasthénique, et consent, non sans avoir fait à Helen le serment de l'épouser quand il sera veuf et l'avoir installée à Paris même, à quatre cents mètres de chez lui, rue Ernest-Cresson, toujours de l'autre côte de la place Denfert-Rochereau.

### Les années trente: factotum d'un maharajah

#### Surenchère dans la polygamie (1929-1930)
Le 4 mars 1929, Pierre Roché perd sa mère avec qui il avait toujours vécu boulevard Arago à Paris. Le lendemain, à côté de la chambre mortuaire, il inaugure une relation avec une troisième maîtresse « en titre » (c'est-à-dire sans cesser les multiples passades), de quinze ans sa cadette, Denise Renard, venue en amie l'assister dans les funérailles. Introduite auprès de lui par son ami le journaliste René Delange, elle est la patiente d'un ancien camarade de Louis-le-Grand, le docteur Wallon qui la soignait pour une nouvelle tentative de suicide à la suite de déceptions amoureuses. Désormais, trois femmes se considèrent chacune comme la belle-fille de la défunte et chacune dispose de deux jours fixes par semaine avec leur mari polygame.
Cette même année, Pierre Roché est employé comme homme de confiance par Yeshwant Rao de la dynastie Holkar Bahadur, dit Bala, fils aîné âgé de vingt ans du maharajah d'Indore. Encore mineur mais déjà intronisé depuis trois ans sous la tutelle d'un conseil de régence, le souverain s'est installé à Saint-Germain-en-Laye. Roché l'a connu en 1926, vraisemblablement par leur avocat commun, et lui a servi dans un premier temps d'intermédiaire pour commander un portrait en pied à Bernard Boutet de Monvel qui est un véritable manifeste moderniste adressé à l'Inde. La commande sera renouvelée en 1933 pour un autre portrait en costume d'apparat destiné au nouveau palais de Manik Bagh construit par Eckart Muthesius, décoré et meublé par Ruhlmann, Sognot, Gray, Le Corbusier, Herbst, Da Silva Bruhns et Puiforcat. Le tableau eut un succès retentissant à New York.
Roché guide le jeune prince dans son éducation artistique et sentimentale et l'accompagne dans ses voyages, y compris à l'université d'Oxford. Il lui fait rencontrer Brancusi dont les Oiseaux attirent vivement l'attention du prince. Il est chargé de l'aménagement et de l'administration des deux maisons qu'il acquiert en France pour le maharajah. Cette situation, après l'accession effective du prince au trône du Mâlvâ le 9 mai 1930, met l'intendant et ami personnel, parfois non sans des tracas avec le trésor du gouvernement, dans l'aisance mais le rend relativement indisponible pour ses trois femmes.

#### Paternité fuyante (1931-1932)
C'est de Denise qu'il a enfin un fils longtemps désiré, Jean Claude, dit Jean. Né hors mariage le 11 mai 1931 dans la clandestinité après une grossesse cachée à Bellevue, l'enfant est officiellement abandonné à la naissance pour être aussitôt adopté par sa mère de façon à laisser Germaine, l'épouse officielle, dans l'ignorance. Dans cette maison du quartier chic de Meudon achetée par Pierre Roché pour elle, Denise continue les liaisons secrètes qu'elle entretenait déjà auparavant avec deux hommes mariés.
Le 19 janvier 1932 Roché vend à Bala une version en marbre noir de l'Oiseau de Brancusi, 250 000 francs. Le prix acquitté par d'autres acheteurs pour un de ces Oiseaux oscillait autour de cent mille francs. Le paiement ne se fera que le 5 mai 1936, une fois la sculpture achevée, en même temps que celui d'une seconde à venir.
L'année 1932 se passe loin de son fils et de la mère, à Bombay, le 6 février, et à la cour d'Indore, à partir du 10. C'est un moment de découverte de la civilisation indienne, de la statuaire érotique, de la Bhagavadgita. Il retrouve chez les ermites hindouistes sa préoccupation d'une expression libre et socialement valorisée de la nudité naturelle et du caractère sacré de la sexualité. Sur le bateau du retour, il se lie au couple Penrose, qui rentre de cinq mois à travers l'Inde. Il rapporte de son voyage des souvenirs de chasse au tigre, qu'il refuse de tuer, un relativisme par rapport à sa vie parisienne ainsi que quelques textes dont Les Sadous, inédit, et quelques projets littéraires, dont Tigre et Boa, qui ne se fera pas.
À son retour, Patrick Henry Bruce lui fait don des seules vingt-et-une œuvres qu'il a gardées pour son ami, après avoir détruit toute sa production,. Il revoie Valentine Penrose, épouse en rupture qui a été marquée par un court séjour dans un Âshram et l'initie aux concepts de Maya et d'éveil transcendantal.

#### Ruptures dans le Temple de l'Amour (1933-1934)
La crise de 1929 avait ruiné l'Allemagne et les famille et belle-famille d'Hélène Hessel, plongeant celle-ci dans les difficultés financières. N'obtenant pas de Pierre Roché tout le soutien qu'elle aurait pu attendre d'un mari, les préoccupations matérielles finissent par prendre le dessus. Pierre assume certains frais, s'occupe quelque peu des enfants, Ulrich et Stéphane, mais le couple ne se parle plus : dès le 4 juillet 1931, Roché écrivait dans son Journal « Le spend remplace si bien la conversation ». La jalousie maladive de leur mère (coups de barre à mine, menace de revolver, déclaration au commissariat, filature) face à sa lâcheté et même sa cruauté (il sollicite, en vain, un internement abusif en hôpital psychiatrique et tente d'obtenir une expulsion du territoire) l'amène à rompre dans la nuit 14 au 15 juillet 1933 violemment : à des coups de pied bas, il riposte par des coups de poing. Les coups ont remplacé le « spend ». Le caractère pathologique de leur relation explose dans un acte manqué : au cours de la dispute, Helen a jeté par la fenêtre la clef de l'appartement verrouillé de l'intérieur et c'est une amie psychanalyste qui récupérera cette clef et les délivrera après plusieurs heures d'attente glaçante.
Fuyant à Londres où il retrouve Ben Nicholson, il y est rattrapé par le deuil manqué de Margaret dont Violet lui annonce le décès, l'année précédente lui dit elle, alors que celui-ci a en réalité eu lieu sept ans plus tôt, le 17 mars 1926.
De début octobre 1933 à fin janvier 1934, Pierre Roché veille au séjour de Bala et sa jeune épouse, la Maharani Sanyogit Devi, à Paris où naît le 23 octobre leur fille, Usha Devi. Conduit de nouveau dans l'atelier de Brancusi, le couple, marié dix ans plus tôt respectivement à l'âge de seize et dix ans, s'empare du projet d'un temple sur lequel travaille l'artiste depuis 1922. Ouvert sur une pelouse, le Temple de l'Amour abriterait une pièce d'eau carrée, encadrée par les œuvres de sculpture acquises par le couple, l'Oiseau en marbre noir, un autre en marbre blanc qui sera livré en janvier 1938, un troisième en bronze et la Colonne du Baiser. Au milieu de ce miroir d'eau, par un jour percé au zénith d'un dôme en forme d'œuf, le soleil frapperait, devant le méditant surgissant par un souterrain, un des Oiseaux de feu ou Pasarea maiastra en or, allégorie légendaire de la flamme amoureuse dont le chant guide le Prince Charmant à sa Princesse. Le décès de la Maharani à Tarasp le 13 juillet 1937 fera perdre de l'intérêt pour le projet sauf aux yeux de Brancusi que Roché enverra à Indore du 30 décembre 1937 au 28 janvier 1938.
La séparation d'avec Hélène se règle entre avocats par un arrangement financier de façon à assurer les études de Stéphane Hessel. La révélation fracassante, manigancée par Hélène, de la situation à une Germaine déniaisée et désespérée, aggrave la séparation. Il ne reverra plus son épouse jusqu'à la mort de celle-ci en 1948 à Saint-Robert, dans la maison de campagne dont il lui a abandonné la jouissance.

#### Éducateur (1935-1939)
Au printemps 1935, il finance le projet de commercialisation du Rotorelief de Marcel Duchamp, à la demande de celui-ci. L'insuccès de la présentation à un stand du concours Lépine le 30 août met fin à l'affaire.
Vivant désormais avec Denise et son fils, Pierre Roché quitte en 1937 Bellevue pour installer sa famille deux cents mètres plus loin dans « la maison du Train », 2 rue Nungesser et Coli à Sèvres, puis très vite, déçu que son fils ne soit pas éduqué selon la pédagogie Montessori, reprend sa vie de garçon boulevard Arago. Tout en continuant d'être salarié de Bala qui se remarie discrètement le 19 juillet 1938 avec la gouvernante américaine de sa fille et dont il organise les séjours en France, il retrouve Denise autour de l'enseignement de Gurdjieff et d'une interrogation mystique et panthéiste, orientée par le yoga et l'hindouisme. Ensemble, sans perdre leur ouverture à toutes sortes de philosophies telle la pédagogie jésuitique d'Ignace de Loyola, ils entrent dans le Mouvement J.E.A.N. créé par le magnétiseur Marc Rohrbach (1904-1993). Fidèles aux convictions de l'ancien étudiant de Toynbee Hall, ils organisent des colonies de vacances selon la méthode Hébert.
À soixante ans, le bilan que Pierre Roché dresse de sa vie, tel qu'il figure dans son journal et qu'il figurera à la fin de son roman Les deux anglaises et le continent, est que l'enfant qu'il aurait voulu de la femme pour qui il éprouve la plus forte nostalgie, Margaret Hart, n'est pas de lui,. Il participe durant l'été 1939 à un premier camp situé à Gières, près de Grenoble, et géré par l'association du Mûrier.

#### Ambiguïté de la Seconde Guerre (1940-1941)
À l'automne 1940, réfugié avec Denise et Jean à Melun dans la maison de Bala, il traduit la documentation du projet urbain d'Indore conduit par Le Corbusier entre autres. À l'hiver, il se rend à l'autre maison de Bala, à Villefranche-sur-Mer et y envisage un scénario pour Fernandel dans l'espoir d'être introduit dans le cinéma par ses amis Abel Gance, Jean Cocteau et Jean Renoir.

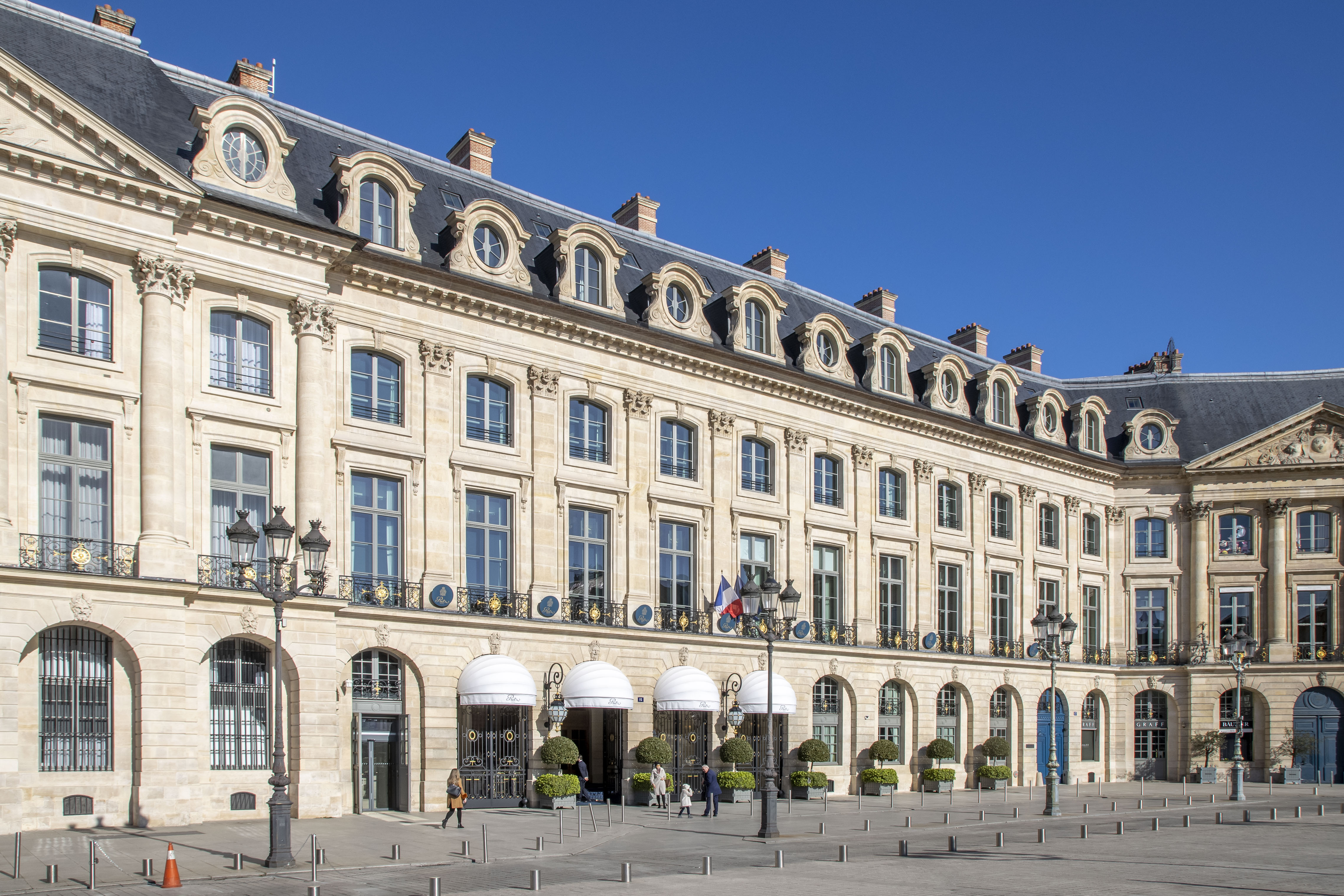
Angle nord de la place VendômeRoché apporte l'argent à Drouin pour rouvrir sous l'Occupation sa galerie à la plus prestigieuse des adresses de Paris, entre le Ritz et Schiaparelli.

Durant les premiers mois de 1941, profitant de la politique d'Otto Abetz, il prend le relais de Leo Castelli, qui s'est réfugié l'été précédent chez son beau-père à Cannes avant de s'échapper avec de faux passeports, et assure à son tour le financement de la galerie d'art contemporain du créateur de mobilier Drouin. Après la démobilisation de celui-ci, la galerie est rouverte le 16 juin dans ses locaux, une arche de l'Hôtel d'Évreux, 19 place Vendôme. Elle deviendra une des principales de Paris. Durant la guerre, les œuvres exposées, loin de l'esprit des Vingt jeunes peintres de tradition française, seront choisies de façon à échapper à la censure de la Kommandantur. Les préfaces des catalogues seront confiées, alors que lui-même est réfugié dans les Alpes, à des critiques collaborationnistes, Jean-Marc Campagne, Louis Hourticq, Louis Réau.
Jusqu'à l'automne 1941, Pierre Roché espère encore naïvement contribuer, par une nouvelle Marseillaise germanophile rédigée des années auparavant, au projet de Révolution nationale qui associe à une apparente amitié franco-allemande, à laquelle il ne peut pas être insensible, la refonte trompeuse, parce qu'en réalité conservatrice, des valeurs de la société. Il lui faudra un certain temps, lui qui avait été un sympathisant du spartakisme, pour réaliser que cette politique masque la Collaboration et s'oppose à son propre libertarisme. Au début de 1943, il voudra encore appeler à la paix dans un Essai de proclamation à mes contemporains à propos des guerres.

### Testament d'un écrivain: «une morale esthétique et neuve»
« De toutes ces femmes qui ont traversé sa vie, il restera quelque chose d'inestimable, un objet rectangulaire de trois cents pages. On appelle cela un livre... »

— François Truffaut, écrivain bibliomane parlant du héros de L'Homme qui aimait les femmes incarnant Henri-Pierre Roché.

#### Le refuge de Dieulefit pendant l'Occupation (1941-1946)
En avril 1941, alors qu'il est venu le 18 mars à Grenoble voir le Maréchal dans l'espoir vain de l'approcher et lui soumettre sa Marseillaise, son ami Fred Barlow lui fait découvrir à quelques centaines de mètres du centre de Dieulefit, dans les Alpes dauphinoises, la « république des enfants » qu'est le pensionnat de Beauvallon. Son appartement du boulevard Arago et la maison de Sèvres ayant été réquisitionnés par les Allemands, c'est là qu'il va se réfugier fin septembre avec femme et enfant. Marguerite Soubeyran, Catherine Krafft et Simone Monnier logent les Roché sous les combles. En échange, le sexagénaire participe, comme feront maints représentants de l’intelligentsia européenne entrés en clandestinité, au projet pédagogique en tant que professeur d'anglais. Spontanément, il se fait aussi professeur de gymnastique, donne des leçons de boxe et d'échecs. Il sert de parrain à des enfants cachés tombés sous le coup des lois contre les « Juifs » ou confiés par des parents résistants en transit.
Dès son arrivée à Dieulefit, il y apprend la mort, le 6 janvier passé, de son ex-ami, l'écrivain allemand Franz Hessel, à la suite de son internement au camp des Milles,. Quoique la nouvelle soit apprise dans une apparente tranquillité, c'est à partir de ce second deuil d'une jeunesse amoureuse, après celui de Margaret Hart huit ans plus tôt, qu'il bascule dans une écriture qui s'était toujours refusée à lui. Il envisage de reprendre le projet d'un Ma mère et l’Allemagne, roman sur l'Europe. Un premier jet de six pages relatant son histoire avec Franz, Une amitié, devient en quelques semaines d'août 1943 passées près d'Albi, chez Jeanne Vaillant, compagne d'intempérance en 1917 restée amie, Jules et Jim, Jules figurant Franz. Le lieu était nécessaire puisque c'est devant la cathédrale d'Albi qu'il fait mourir, dans un nouveau chapitre, le héros de Don Juan et…, rédigé vingt-trois ans plus tôt, c'est-à-dire le séducteur pathologique par lequel Pierre Roché se figure lui-même, séducteur en particulier de la femme de Franz Hessel. Le manuscrit sera prêt en 1946 et publié sept ans plus tard.
À Dieulefit, il se lie, le temps de leurs séjours, à Pierre Emmanuel, Emmanuel Bove, Pierre Jean Jouve, Robert Lapoujade. Il retrouve Claire Bertrand et le mari de celle-ci, Willy Eisenschitz, qui fait son portrait. Il croise Louis Aragon mais le trouve peu sympathique. Les exposés qu'il donne au cours de soirées littéraires l'engagent à persévérer dans l'écriture.
Il retrouve également, parmi les nombreux artistes cachés avec la complicité de la mairie, Wols, libéré du camp des Milles. Avec lui, malgré un vin triste, grandit une amitié autour de la philosophie de Lao Tseu. C'est Roché qui fera exposer après guerre à la galerie Drouin ses aquarelles peintes durant la guerre. Une seconde exposition de quarante des huiles du jeune peintre, dont La Flamme, le 27 mai 1947 lui assurera la notoriété, notamment auprès de l'industriel Pierre Levy.
En juin 1943, il assiste Étienne Martin, membre du groupe d'Oppède de passage à Dieulefit, dans la sculpture d'une Vierge au sable de huit mètres de haut, aujourd'hui détruite. En 1947, il l'introduira auprès de Gurdjieff, dont les séances de relaxation permettent aux artistes de retrouver un esprit créatif, et l'hébergera quelque temps chez lui au cours de l'année suivante. C'est par Étienne Martin qu'il découvre un autre jeune membre du groupe mystique Témoignage, le peintre résistant François Stahly, qu'il soutient en achetant ses œuvres et que, la guerre finie, en 1949, il installera à côté de son nouveau domicile, à Meudon, tout en hébergeant dans son appartement parisien du boulevard Arago le même Étienne Martin.
La guerre se termine pour Pierre Roché par un projet qui ne se réalisera pas, soumis à Marcel Duchamp, lequel a logé durant l'Occupation dans son appartement, 99 boulevard Arago, et où il habitera à partir de 1950, d'une fondation des écrits posthumes, rassemblant journaux intimes des écrivains et commentaires sur leurs contemporains, la Fondation post mortem.

#### Après-guerre: l'art des fous (1947-1950)

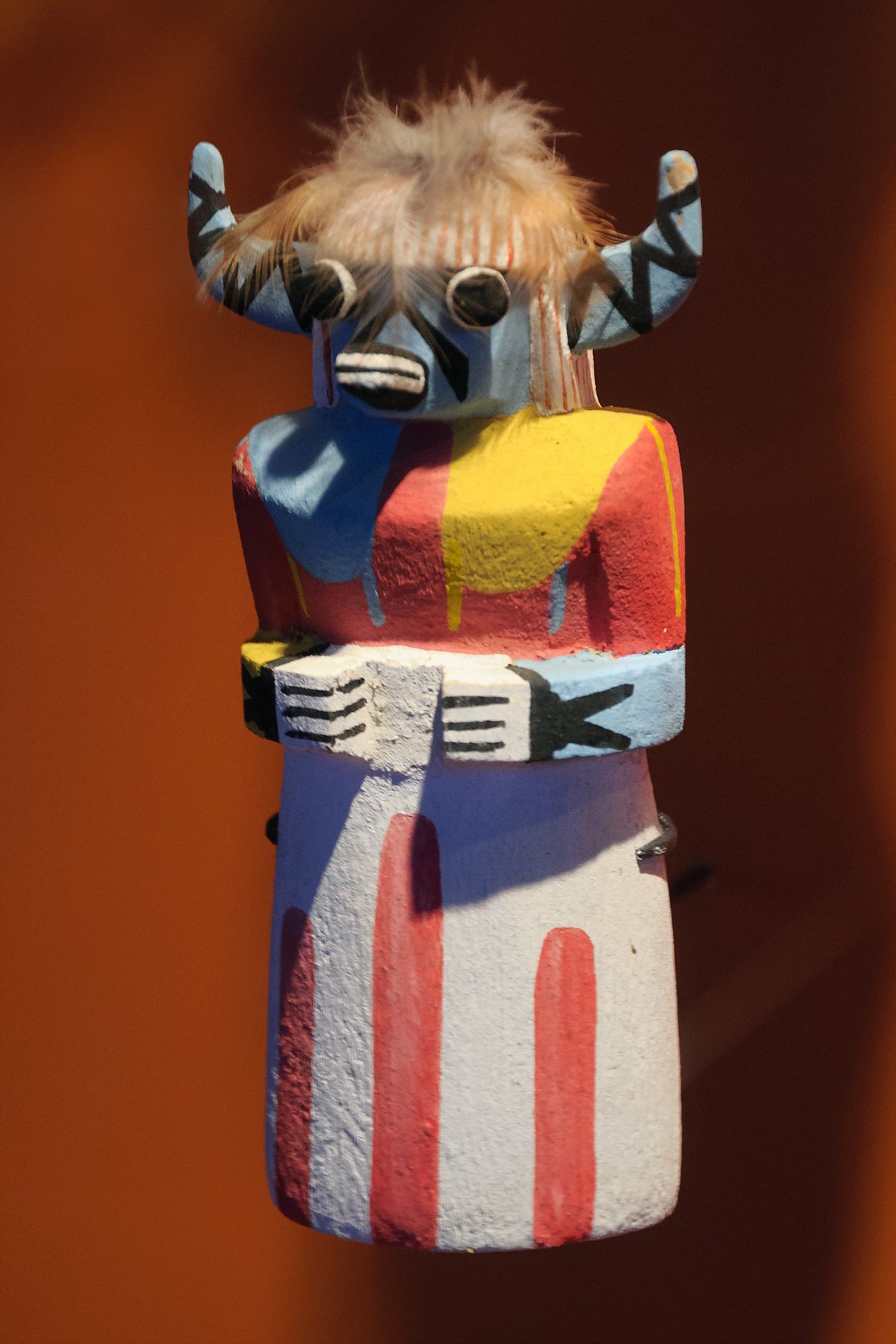
Dès avant guerre, Pierre Roché entraîne André Breton et Paul Éluard dans les collections d'art exotique, en particulier les fétiches de katchinas.

En novembre 1947, la galerie René Drouin, financée par Pierre Roché, donne asile dans son sous-sol de la place Vendôme au Foyer de l'Art brut de Jean Dubuffet dont il a acheté après guerre les premières œuvres. Le directeur, Michel Tapié, y expose des artistes inconnus et les œuvres anonymes dites Barbus Müller que Pierre Roché collectionne ainsi qu'André Breton à sa suite. Cette revanche d'un art que les nazis qualifiaient de dégénéré, soutenu par André Malraux et Jean Paulhan bien qu'invendable, crée une certaine rupture avec l'avant-garde d'avant-guerre et conduira peu à peu un René Drouin compromis à la faillite. Pour une exposition qu'au printemps 1948 la galerie consacre à Henri Michaux, Henri Pierre Roché se charge de la présentation de l'œuvre peint du poète.
Germaine étant décédée le 24 février 1948, il régularise sa situation avec Denise en l'épousant le 3 avril. Il se rendra souvent sur la tombe de sa première épouse, à Thiais, pour lui tenir de longues conversations.
À l'automne suivant, il participe à la fondation de l'association La compagnie de l'art brut par Jean Dubuffet aux côtés d'André Breton, Charles Ratton, Jean Paulhan et Michel Tapié, l'avocat et collectionneur Edmond Bomsel veillant aux aspects réglementaires. Avec André Breton, qui fut externe en psychiatrie, il découvre le sculpteur tchèque Jan Krizek. En 1949, il préface la rétrospective consacré par sa galerie à Kandinsky, mort quatre ans plus tôt. En octobre 1949, la galerie expose deux cents œuvres d'art brut de soixante artistes différents. L'année suivante, elle est saisie pour dettes.
Comme il avait fait pour Pedro Pruna, Pierre Roché soutient financièrement, moralement et artistiquement José Garcia Tella en collectionnant ses peintures. Christian d'Orgeix le fréquente. En 1950, il rédige l'introduction à l'exposition que Jean Le Moal organise du 21 avril au 20 mai la galerie M.A.I. pour Juana Muller, Étienne-Martin, François Stahly et Marie-Thérèse Pinto.

#### La retraite de Bellevue: transmettre aux enfants du cinématographe (1951-1959)
Le 1er avril 1953, après onze années de réécriture, Jules et Jim est enfin édité par Claude Gallimard, qui y a rechigné pendant neuf ans. Dominique Aury vient de prendre de fait la direction éditoriale de la maison Gallimard. C'est en cette occasion que l'auteur adopte le pseudonyme d'Henri-Pierre Roché. Les relations de celui-ci avec Jean Paulhan l'amène à publier des articles dans la NRF, qui est renée le premier janvier. Il contribuera aussi à la nouvelle revue La Parisienne. En novembre, le jury du prix Goncourt, malgré le soutien actif du hussard Jacques Laurent, préfère à son Jules et Jim Les Bêtes de Pierre Gascar, un mois après qu'il est devenu grand-père. Il reste cependant de tous les vernissages et du cercle des invités de Saint Cirq, maison de vacances au nom prédestiné où André Breton tient table ouverte.
C'est alors qu'il commence la rédaction d'un second roman, Deux sœurs, qu'il termine deux ans et demi plus tard, en mars 1956, et que Claude Gallimard renomme Les Deux anglaises et le continent. Autant Jules et Jim est basé sur les souvenirs sans le recours au Journal, un travail sur la mémoire, autant Les Deux Anglaises est une réécriture des manuscrits authentiques des protagonistes, un travail quasi documentaire. Rien n'est inventé dans cette éducation sentimentale adressée à la génération qui fera mai 68.
À l'été 1956, François Truffaut, qui n'a alors pas encore épousé la carrière de cinéaste, est invité à le rencontrer à Meudon à la suite d'une critique cinématographique qui, au passage, évoque avec une profonde justesse le roman Jules et Jim, resté jusque-là tout à fait obscur. La rédaction du scénario du film qu'Henri-Pierre Roché veut tirer de son roman est décidée en novembre mais la maladie qui se déclare deux ans plus tard ne le laissera pas s'acquitter de cette tâche, pas plus que celle d'achever son troisième roman, Victor, commencé le 10 février 1957.
Le « tourbillon de la vie » qu'est l'œuvre, tant vécue qu'écrite, de Roché correspond au désir de Truffaut d'un cinéma de la vie qui éclipsera, sous le nom de Nouvelle Vague, les habituels films construits autour d'un drame sensationnel plus ou moins hérité de la règle des trois unités. Le futur cinéaste ayant découvert l'immense œuvre inédite de l'écrivain, dans le style photographique duquel il trouve son art poétique tel qu'il l'exprimera dans La Nuit américaine, obtient de la veuve de celui-ci de pouvoir faire dactylographier, dans l'espoir d'une édition, les presque huit mille pages des Carnets et composera à partir des différents écrits autobiographiques trois chefs-d'œuvre, Jules et Jim en 1961, Deux Anglaises et le continent en 1971, L'Homme qui aimait les femmes en 1976. Denise Roché et Hélène Hessel témoigneront de leurs vivants de la fidélité du récit cinématographique à l'esprit de ce qu'elles avaient vécu avec Henri-Pierre Roché.
En 1958, il rédige le catalogue d'une rétrospective consacrée à son ami Wols, mort prématurément cinq ans plus tôt. Son dernier récit est la narration des rêveries du petit garçon de quatre ans qu'il a été, amoureux de deux sœurs voisines qu'il retrouvait aux pieds de la collection de statues des reines de « Pierre ».
Il meurt doucement cinq jours plus tard à l'âge de soixante-dix-neuf ans dans sa maison de Sèvres alors qu'il reçoit un traitement injectable. Les cendres d'Henri-Pierre Roché, incinéré au Père-Lachaise, reposent à Saint-Martin-de-Castillon.

« ...fais à autrui ce qu'il désire, après t'en être bien assuré, et en usant de fantaisie. »

— « Morale esthétique et neuve » qu'Henri-Pierre Roché tira de l'esthétique de Marcel Duchamp résumant parfaitement sa propre vie.

## Réception
« C’est un homme qui aurait dû faire une grande carrière, mais il n’y tenait probablement pas. »

— Gaston Gallimard.

« Notre ami Henri-Pierre Roché [...] offrira à la portée de tous le plus subtil et pénétrant extrait de l'esprit et, qui plus est, la manière d'être du plus important et attachant de nos contemporains. »

— André Breton commentant l'article de Roché « Souvenirs sur Duchamp » et annonçant l'ouvrage du même titre mais que l'auteur n'aura pas le temps d'achever.

« [...] ingénieux, délicat, divers, d’une extrême honnêteté dans le marivaudage [...] grave et par instants tragique. »

« Dès les premières lignes, j'eus le coup de foudre pour la prose d'Henri-Pierre Roché. À cette époque, mon écrivain favori était Jean Cocteau pour la rapidité de ses phrases, leur sécheresse apparente et la précision de ses images. Je découvrais avec Henri-Pierre Roché un écrivain qui me semblait plus fort que Cocteau, car il obtenait le même genre de prose poétique en utilisant un vocabulaire moins étendu, en formant des phrases ultra-courtes faites de mots de tous les jours. À travers le style de Roché, l'émotion naît du trou, du vide, de tous les mots refusés, elle naît de l'ellipse même. »

— François Truffaut expliquant qu'il a tout de suite été séduit à la fois par la sonorité du titre et par le style très épuré de Jules et Jim en découvrant le roman en 1955.

« Jules et Jim est un roman d'amour en style télégraphique, écrit par un poète qui s'efforce de faire oublier sa culture et qui aligne les mots et les pensées comme le ferait un paysan laconique et concret. »

— François Truffaut définissant plus loin dans le même texte le style de Roché.

« [...] un style extrêmement tendu, où la parataxe l’emporte sur le développement complaisant, une pointe acérée pour faire vivre des personnages, le sens du détail concret qui évacue le long discours, la confrontation de points de vue, sans parler de l’utilisation d’une abondante matière autobiographique. »

— Les Amis d'Henri-Pierre Roché dénonçant le silence « inqualifiable » jeté sur une œuvre au style unique.

## Œuvre écrit
Outre les parties inédites de son journal, les manuscrits d'Henri-Pierre Roché conservent sa correspondance personnelle et professionnelle, qui présente un intérêt certain pour l'histoire de l'art, les poèmes d'Hélène Perdriat, les journaux d'Helen Hessel et de Margaret Hart, la correspondance de celle-ci adressée à sa sœur Violet, ainsi que des textes de présentation d'expositions.

### Poésie
Les poèmes d'Henri-Pierre Roché, tous inédits, sont en vers libres dans l'esprit post symboliste des écrivains de la revue Vers et prose.
- En regardant la lune, 1898
- Hymne des décadents, 1902
- Complainte des parents embêtants, 1902
- Avec « Jo d'Harcourt », Jeune fille, 1902
- Moments, 1902-1904 (recueil, 23 p.)
- Mes trois pipes, 1903
- Amies, 1903
- C'est la rengaine, 1903
- Elle est passée en voiture, 1903
- Germaine (recueil de Germain, Son rêve, Son pied, Son nez fais « Att! », Un nouveau désir !, Geneviève) 1903-1904
- La Danse d'Anitra, 1904
- Rêve d’un poète pauvre et seul qui a la fièvre, 1904
- O coït, 1904
- Ballade de coïts désespérés, 1904
- Viens que je te raconte, 1904
- Sommeil d'amour nègre, 1918 ?
- Pré-naissance (recueil de Méandres, Ton sein, Jeune mari, Retour à la maison, L'allée de saules, Promenade à l'aurore, Tu disais, Vœux), 1944
- À sa jeune femme qui attend un bébé, 20 avril 1944
- Chanson, 1944
- Dialogues d'amoureux, 1944
- Fermeture éclair, 1953
- Les Trois Déesses, 1957
- Les Quatre Dames, 1957
- Blasonnements sur ses maîtresses passées, 1957 (Guitte, Chieng, Existence, Vincente, Opia, Bea, Lou, Maga, Alissa, Deux qui font que s'aimer)
- Le Cratère, 1957
- Poème gastronomique, 1957 (plaquette d'invitation à un vernissage)
- Chanson de Bébé-Lune ou Spoutnik, 1957
- Je suis pas ta chérie, 1957 (version française et version anglaise)
- Qu’est-ce que l’amour, 1958

### Contes
- Cosette, Hortense et la louve, inédit, 1902 ou 1908
- Le prince et le serpent de cent coudées, inédit, 1913
- Tigres avec Bala, souvenirs de chasse au tigre en Mâlvâ et articles sur l'Inde, 1933
- Trois charades :
  - Les Naufrageurs, inédit, 1942
  - La Pêche à la ligne, inédit, 1943
  - La Frégate et le Paresseux, inédit, 1945
- Dans la forêt vierge, inédit, 1943
- L'Embuscade, inédit, 1944 ?
- Le Nez de Polichinelle, inédit, 1944
- Barbe bleue, inédit, 1944
- Le Petit Poucet, inédit 1944
- La Petite Fadette, inédit, 1956

### Romans et essais
- Autobiographie, inédit, 1903
- Pensées, recueil de maximes, inédit, 1903
- Moments, 1903, (tableaux « psychocoïtaux » de « métaphysique sexuelle », disparu[47])
- La Bohème Montparnasse, inédit, 1905
- Fragmens sur Don Juan, Le recueil pour Ariane, Paris, 1916, 99 ex. numérotés (quatre des tableaux de Don Juan et…)
- Mémoires de la Comtesse de Reventlow ou L'envers du miracle allemand, inédit non daté
- Géographie, inédit, 1914-1922
- Pseud. Jean Roc, Don Juan et…, Éditions de la Sirène, Paris, 1921, 204 p.
- Comment rétablir la sécurité et la prospérité en France et en Europe, par la coopération internationale, concours français de la paix[note 64], Paris, 1924
- Pascin… Pascin… Pascin…, ~1925 (inédit[130] auquel fera écho l'in octavo broché Pascin… Pascin… C'est moi ! de Georges Papazoff, Le Triangle, Paris, 1932)
- Les Sadous, inédit, 1932
- Histoire du protestantisme[note 65], inédit, 1943
- Jules et Jim, Gallimard, Paris, 1953
- Deux Anglaises et le continent, Gallimard, Paris, 1956
- Préoccupation de l'au-delà, recueil de notes datées de 1940 à 1958, inédit
- Victor, vol. IV in coll. Marcel Duchamp, plan pour écrire une vie de Marcel Duchamp, Centre national d'art et de culture Georges-Pompidou - Musée national d'art moderne, Paris, 1er semestre 1977 (roman inachevé)
- Carnets 1, 1920-1921, Les années « Jules et Jim », André Dimanche, Marseille, 1990, 491 p.
- Écrits sur l'art, André Dimanche, Marseille, 1998
- Les Roses enchantées ou la fidélité de Taô, inédit

### Articles de presse
- « Ce que j'ai pu retirer de mon séjour au régiment », 1900, non publié
- « Toynbee », 1902, non publié
- « Quelques œuvres de femmes » in La Revue libre, Paris, novembre 1904
- « Une promenade au palais de la femme » in La Revue Libre, Paris, 1905
- « Berlin », inédit, 1907
- « Avec la Commission industrielle américaine » in Le Temps, Paris, 1915
- « Editorial », The Blind Man no 2, New York, mai 1917
- « Arch-Rebel of French Theatre Coming Here », New York Times Magazine, New York, 1917
- « Au Trianon-Palace Cinéma écrit », in L'Excelsior, Paris, 1919
- « Les nouveaux « Spectacles-Concerts » à la Comédie des Champs-Élysées », in L'Excelsior, Paris, 1920
- « Une grande campagne a lieu en Amérique contre l'usage de tabac et partout des ligues se sont constituées », in L'Excelsior, Paris, 1920
- « La question des réparations vue de Berlin par un Français qui connaît à fond l'Allemagne » in L'Excelsior, Paris, 1921
- « L'argent qui commande et l'argent qui obéit » in L'Excelsior ?, Paris, 1921
- « Une conversation avec un éditeur de Leipzig. » in L'Excelsior, Paris, 1921
- « Un son de cloche inattendu. Un Allemand affirme que la France et l'Allemagne se haïssent par ignorance. » in L'Excelsior, Paris, 15 septembre 1921
- « L’Exposition nationale de Düsseldorf », La Revue rhénane, 2e année, no 10, 1er juillet 1922, p. 485-488
- « Le théâtre en Tchécoslovaquie », 24 août 1924
- « L'asile de Beauvallon », inédit, 1944
- « Les gouaches de Henri Michaux » in Henri Michaux, galerie René Drouin, Paris, 1948, 700 ex.
- « L'art brut », inédit
- « Souvenirs sur Marcel Duchamp », in La Nouvelle NRF, Paris, juin 1953
- « Francis Picabia », in La Nouvelle NRF, Paris, janvier 1954
- « Souvenirs sur Brancusi » in L'Œil' no 29, Paris, mai 1957
- « Souvenirs sur Marcel Duchamp », in Robert Lebel, Sur Marcel Duchamp, Presse du Trianon, 1959
- « Adieu, brave petite collection ! » in L'Œil no 51, Paris, mars 1959
- En collaboration avec Werner Haftmann et Jean-Paul Sartre, Wols en personne, Delpire, Paris, 1963

### Livrets de drames lyriques
- Rêve d'une nuit d'été, adapté du Songe d'une nuit d'été de Shakespeare, 1914 (seul le premier acte sera mis en musique par Georges Auric)
- Dahut, opéra en sept tableaux de Paul Martineau, 1914 (mise en musique interrompue par la mort du compositeur le 15 septembre 1915)
- La Tunique jaune, opéra de W. Furst adapté d’Hazelton et Benrimo, 1916
- Avec Martial Perrier, Le Sautériot, opéra de Sylvio Lazzari adapté d'Edouard de Keyserling, janvier 1918.
- Daphnis et Chloé, d'après Longus, pour le chœur du ballet crée en 1912 par Serge de Diaghilev mis en musique en 1909 par Maurice Ravel, 1918 ?
- Don Quichotte, opéra de Fred Barlow[124], 1921
- Arcis, adapté de La Marquise d'Arcis de Carl Sternheim, 1921
- Alice in Wonderland, adapté d'Alice au pays des merveilles pour Erik Satie, 1921 (projet inabouti interrompu par la mort du compositeur)
- Avec Pauline Arnoux Mac Arthur[note 66], The Apocalypse: dramatic oratorio in a prologue and three parts, for chorus of mixed voices with soli and piano accompaniment de Pablo Bellico, G. Schirmer, New York, 1922, 163 p.
- Jeanne d'Arc, drame lyrique en quatre tableaux, 1944

### Pièces de théâtre et scénarios de cinéma
- Sakounatala, pièce de théâtre, 1915.
- Les Dieux de Jade, pièce de théâtre inachevée, 1915 (un premier acte seulement).
- Le Trésor de Tuy-Tuy-Katapa, film, Berlin, 1930.
- L'Homme unique, scénario cinématographique destiné à Maurice Chevalier, 1942, non réalisé.
- La Femme unique, scénario cinématographique, 1942-1943, non réalisé.
- Saint-Antoine à Beauvallon, piécette pour les enfants, 1942.
- Le Léopard rouge, Noël 1942, inédit (comédie policière bilingue anglais-français en quatre actes pour les élèves de Beauvallon).
- Les Doubles, piécette pour les enfants, 1945.
- La Marquise de Pommeraye en cinq actes, inédit, adapté de Carl Sternheim d'après Denis Diderot.

### Traductions
- La Ronde d'Arthur Schnitzler, Paris, 1902
- La Maison vide de Herbert Trench, in revue Vers et prose, Paris, novembre 1906
- L’Heure du thé de F.W. Groves Campbell in revue Vers et prose, Paris, 1906
- Un homme et une femme d’Albert Dreyfus in revue Vers et prose, Paris, 1907
- Poèmes chinois de Herbert Giles, in revue Vers et prose, Paris, 1907,
mis en musique par Albert Roussel[210] (op. XII en 1908, op. XXXV en 1927, op. XLVII en 1932)
ou par Fred Barlow
  - À un jeune gentilhomme[211],[note 67], anonyme - Roussel opus XII
  - Vois ! De belles filles[note 68] de Huang Fuyan (716 - 769) - Roussel opus XLVII
  - Réponse d'une épouse sage de Chang Chi (710 - 782) - Roussel opus XXXV
  - Favorite abandonnée de Li Yi (748 - 829) - Roussel opus XLVII - Barlow
  - Des fleurs font une broderie sur le gazon de Li Ho (790 - 816) - Roussel opus XXXV
  - Amoureux séparés de Fou Mi (105l - 1107) - Roussel opus XII
  - When-Chûn - Barlow
  - Comme la fleur de pêcher… - Barlow
- La Table carrée, traduit du Cor merveilleux de l'enfant, 1910
- Tristan d'August von Platen, 1910
- Portraits de Picasso et Cocteau par Gertrude Stein, 1911
- Berlin ou le juste milieu de Carl Sternheim, 1921
- Modernisation de l'État d'Indore, mémorandum collectif destiné à l'administration, 1940

### Correspondance
Louise Arensberg, Georges Auric, Germaine Bayle, Germaine Bonnard, Georges Braque, René Chalupt, Jean Cocteau, Jacques Copeau, Jacques Doucet, Jean Dubuffet, Marcel Duchamp, Edward Plunkett Baron Dunsany, Kinosuke Ebihara, Johanna Fassbinder, Jeanne Foster, Alfred Frueh, Olga George, Général Henri Giraud, Nicole Groult, Margaret Barratt Hart, Violet Hart, Franz Hessel, Helen Hessel, Charles Hug,Nina Lamb, Marie Laurencin, Man Ray, Jean Marembert, Michel Migraine, Louis Nazzi, Ben Nicholson, Anne Marie Lucas d'Orgeix, Christian d'Orgeix, Jean Paulhan, Hélène Perdriat, Pablo Picasso, John Quinn, Paul Reynaud, Clara Roché, Denise Roché, Jean-Claude Roché, Albert Roussel, André Salmon, Erik Satie, Gertrude Stein, Leo Stein, José Garcia Tella, François Truffaut, Wilhelm Uhde, Luise Bücking, Wols, Beatrice Wood, Carlo Zanon.